# Théâtre occidental de la guerre de Sécession
- Confédérés
- Union

Guerre de Sécession
Batailles
Cet article présente une vue d'ensemble des principales opérations militaires et navales qui se sont déroulées sur le Théâtre occidental de la guerre de Sécession.

## Théâtre d'opérations
Le Théâtre occidental était une zone définie à la fois par la géographie et l'enchainement des opérations militaires. À l'origine, elle était limitée à l'ouest par le Mississippi et, à l'est, par la chaîne des Appalaches. En étaient exclues les opérations menées dans le Golfe du Mexique et la côte est des États-Unis. Cependant, à mesure que la guerre avance et que l'armée de Sherman progresse, en 1864 et 1865,  au sud-est de Chattanooga (Tennessee), la définition du Théâtre occidental finit par englober ses opérations en Géorgie et dans les deux Caroline.
Dans un certain sens, l'Ouest était le théâtre d'opération le plus important de la guerre. Les Confédérés étaient contraints de défendre, avec un nombre d'hommes limité, une énorme superficie que les armées de l'Union assaillaient en utilisant de nombreuses voies d'invasion, y compris des voies navigables qui pénétraient au cœur des territoires agricoles du Sud. La prise du fleuve Mississippi constituait un des objectifs-clés du « plan Anaconda » conçu par le général nordiste Winfield Scott.
« Le front de Virginie était de loin le théâtre d'opération le plus prestigieux. […] Cependant, l'issue de la guerre ne s'y joua pas, mais bel et bien dans les vastes espaces qui s'étendaient entre les Appalaches et le Mississippi, et au-delà. C'est ici, dans l'Ouest, que les batailles décisives furent livrées. »
Le théâtre oriental fut l'objet de beaucoup plus d'attention que le théâtre de l'Ouest, que ce soit au moment même du conflit ou dans les études historiques qui lui firent suite. Les raisons sont multiples : proximité des capitales rivales,  concentration de la presse dans les principales villes de l'Est, plusieurs victoires inattendues de la Confédération, renommée des généraux opérant dans l'Est, comme Robert E. Lee, George B. McClellan et Stonewall Jackson. De ce fait, les progrès des forces de l'Union à l'Ouest, leurs victoires sur les troupes confédérées et leurs conquêtes territoriales passèrent pratiquement inaperçus.
L'historien militaire J. F. C. Fuller a décrit l'invasion des troupes de l'Union comme un immense mouvement tournant, dans le sens inverse des aiguilles d'une montre, débutant dans le Kentucky, plongeant vers le Sud le long du Mississippi, puis vers l'est à travers le Tennessee, la Géorgie et les Carolines.
À l'exception de la bataille de Chickamauga et de quelques raids audacieux effectués par la cavalerie ou par des groupes de guérilla, les quatre années de conflit dans l'Ouest furent, pour les Confédérés, une série presque ininterrompue de défaites ou, au mieux, des matchs nuls tactiques conduisant à des déroutes stratégiques.
Les généraux les plus heureux de l'Union, Grant, Thomas, Sherman, et Sheridan, opéraient tous sur le Théâtre occidental et y damaient le pion à la plupart de leurs adversaires confédérés, à l'exception de Nathan Bedford Forrest et de sa cavalerie.

## Principaux commandants du Théâtre occidental

Généraux de l'Union
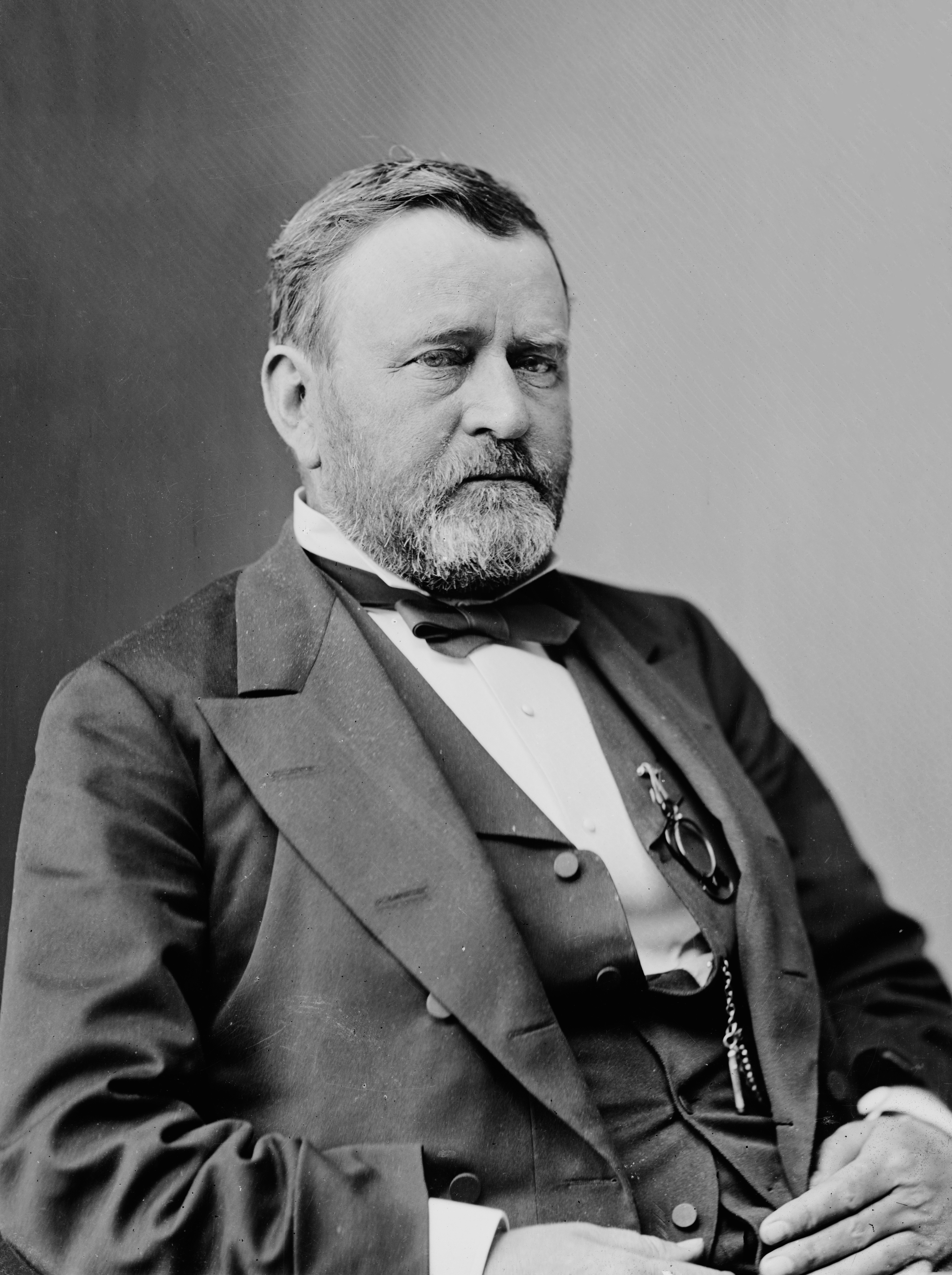
Lt. Gen. Ulysses S. Grant, USA
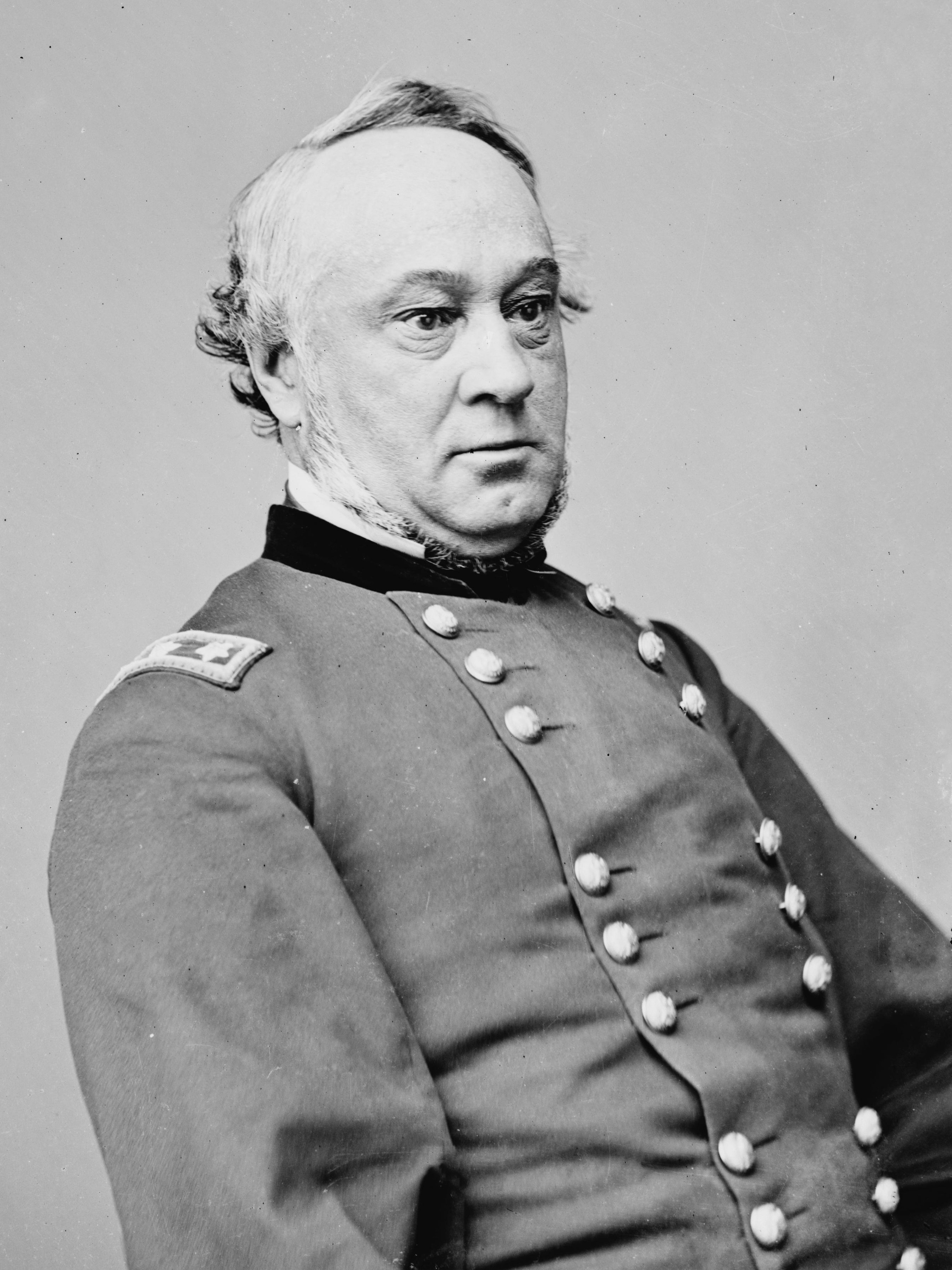
Maj. Gen. Henry Wager Halleck, USA
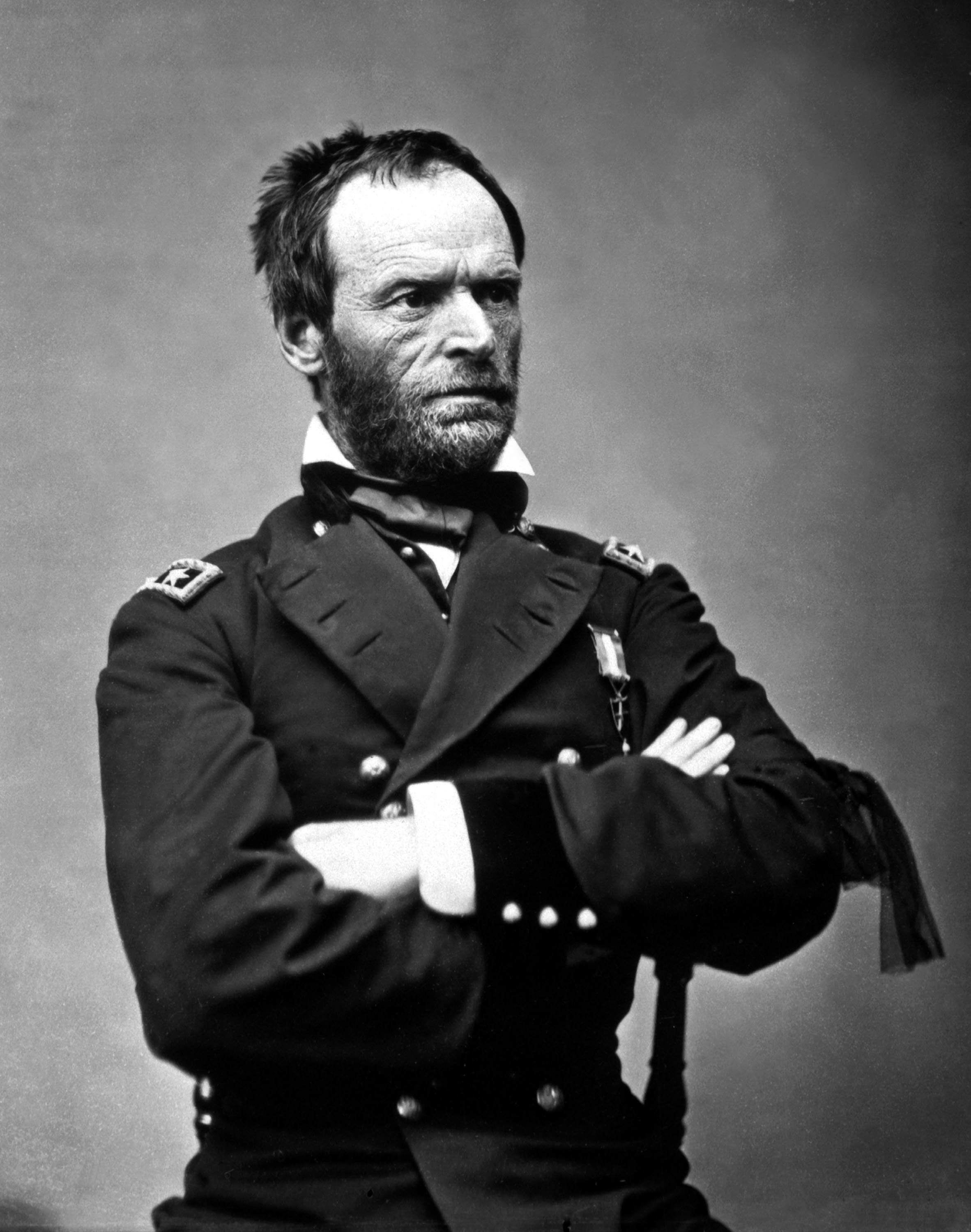
Maj. Gen. William T. Sherman, USA
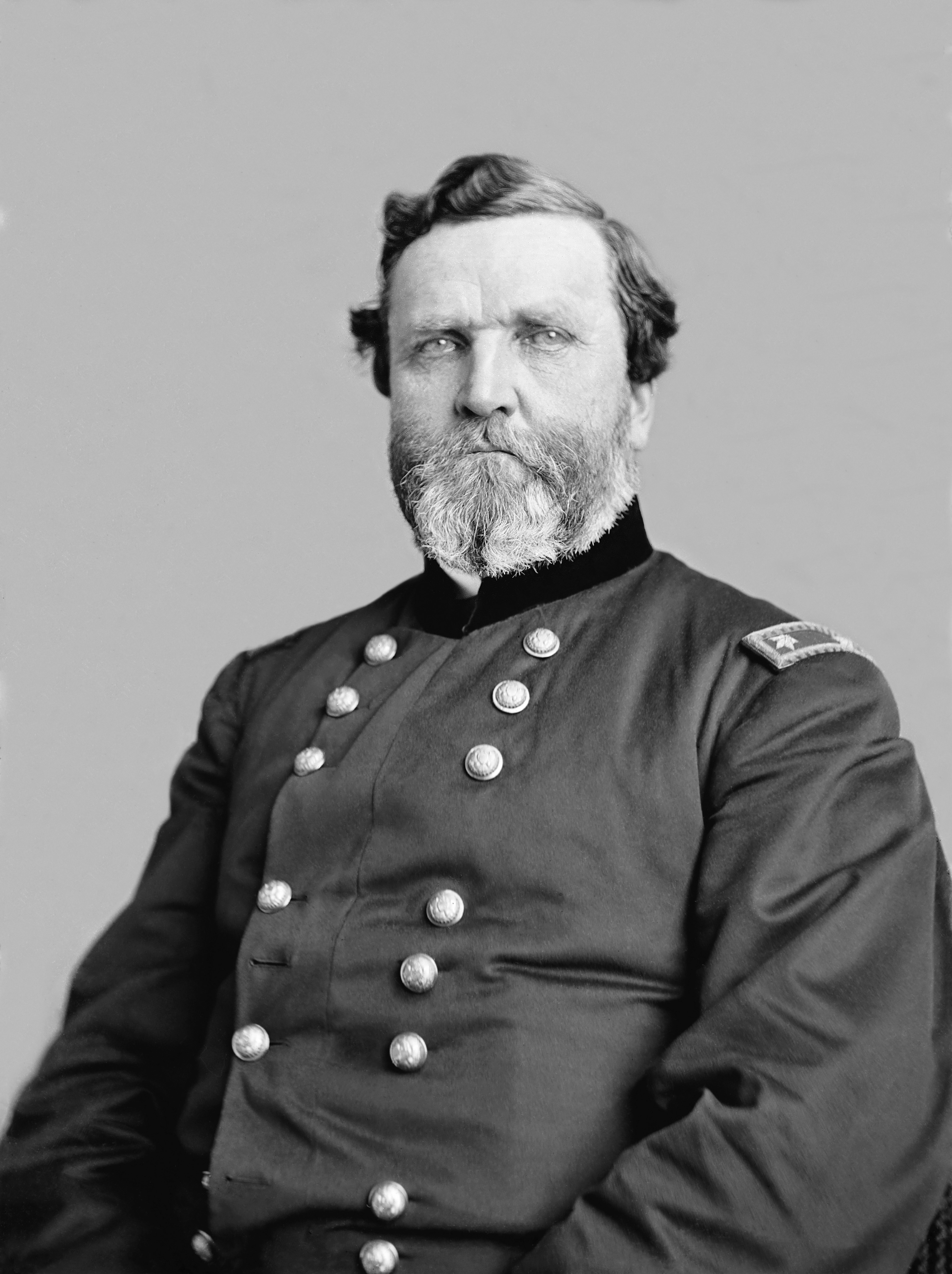
Maj. Gen. George Henry Thomas, USA
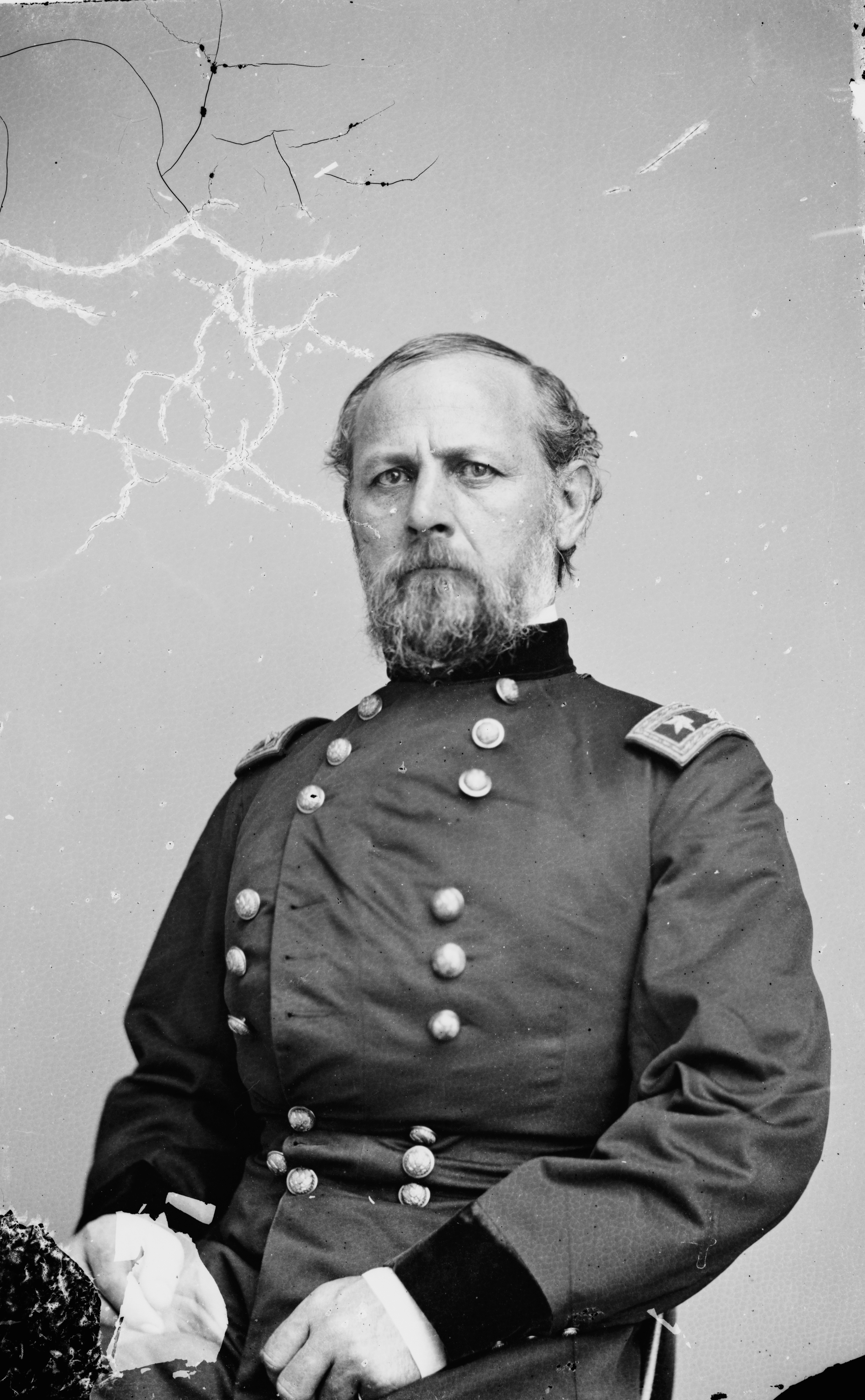
Maj. Gen. Don Carlos Buell, USA
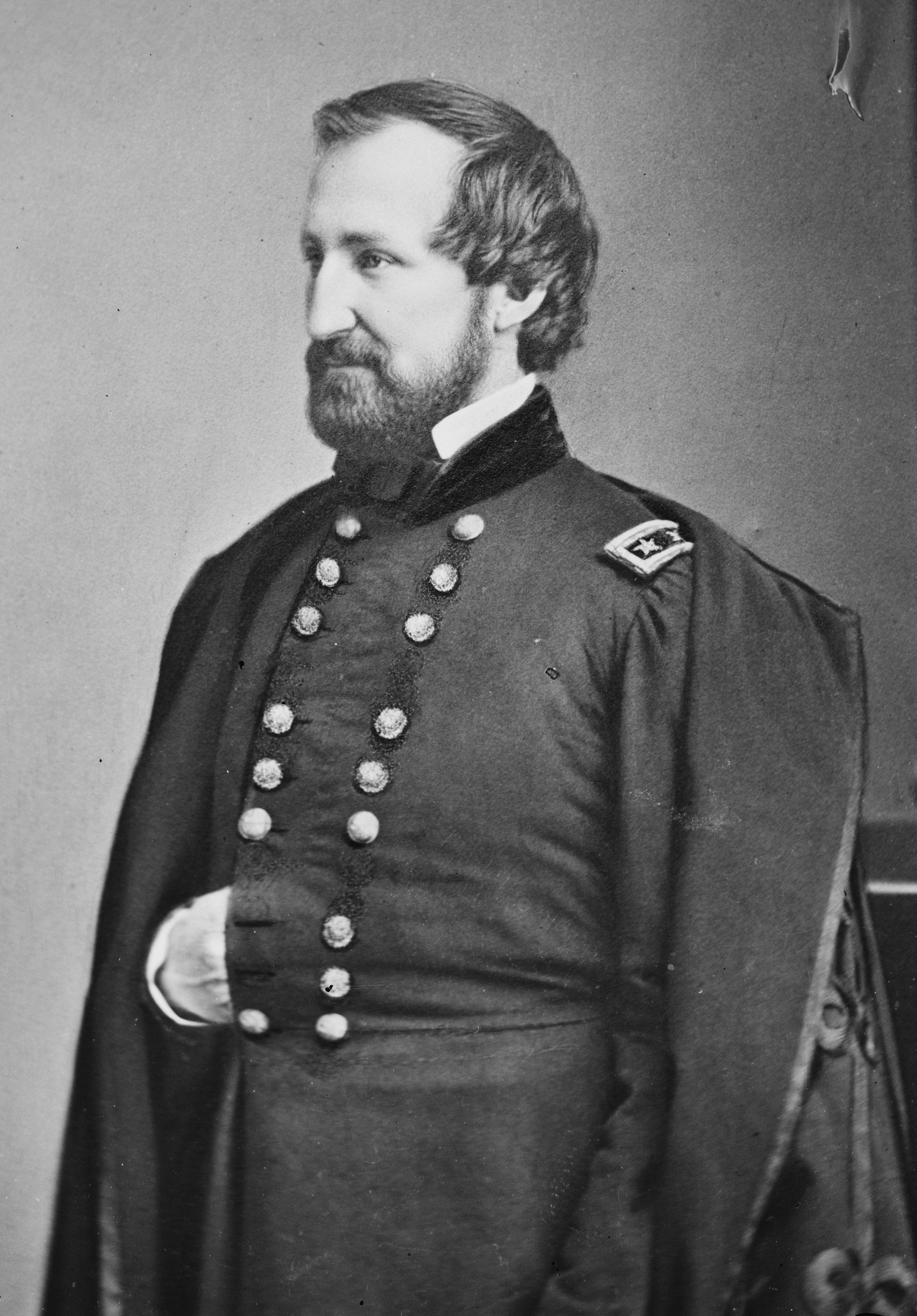
Maj. Gen. William Starke Rosecrans, USA

Généraux de la Confédération
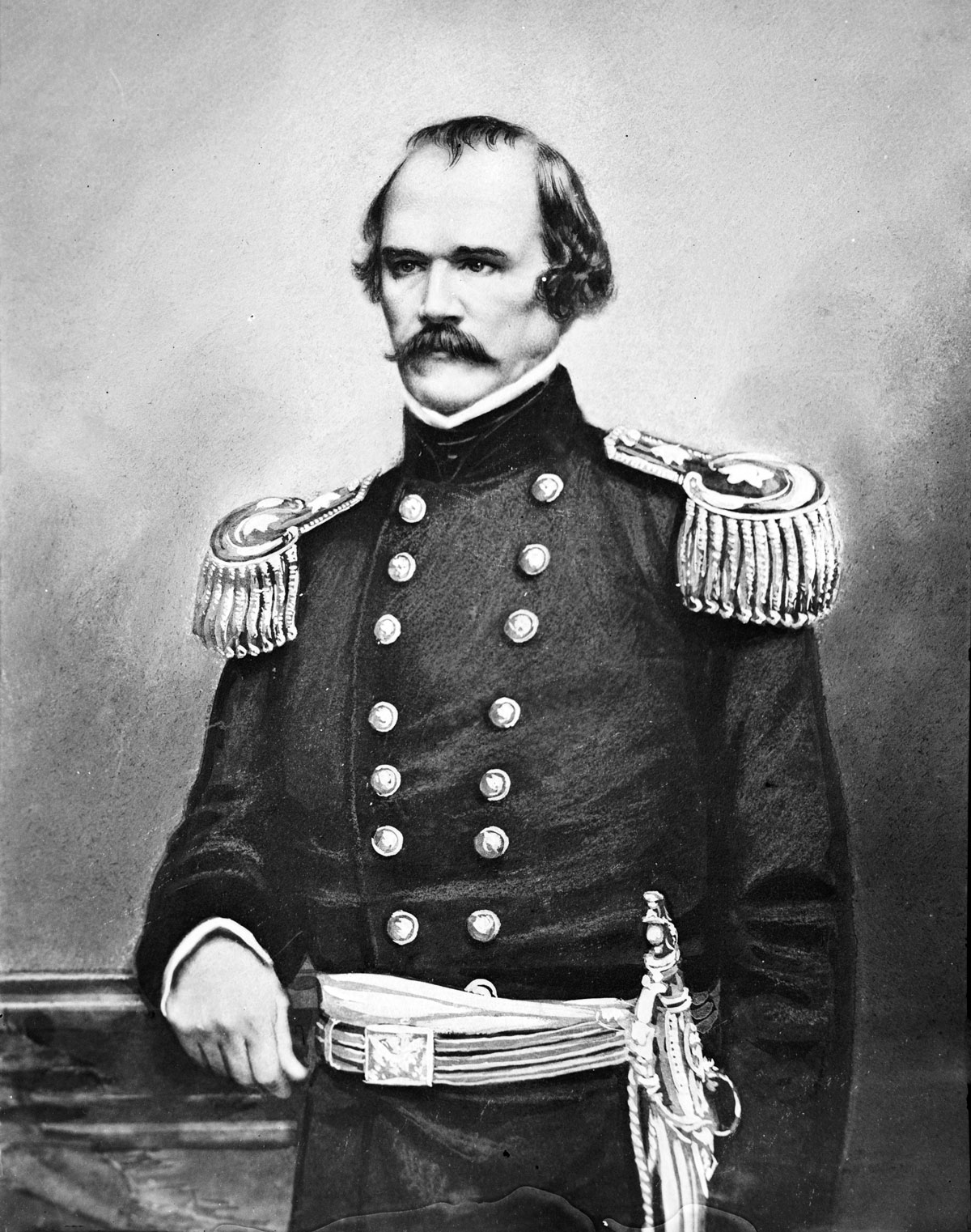
Gen. Albert Sidney Johnston, CSA
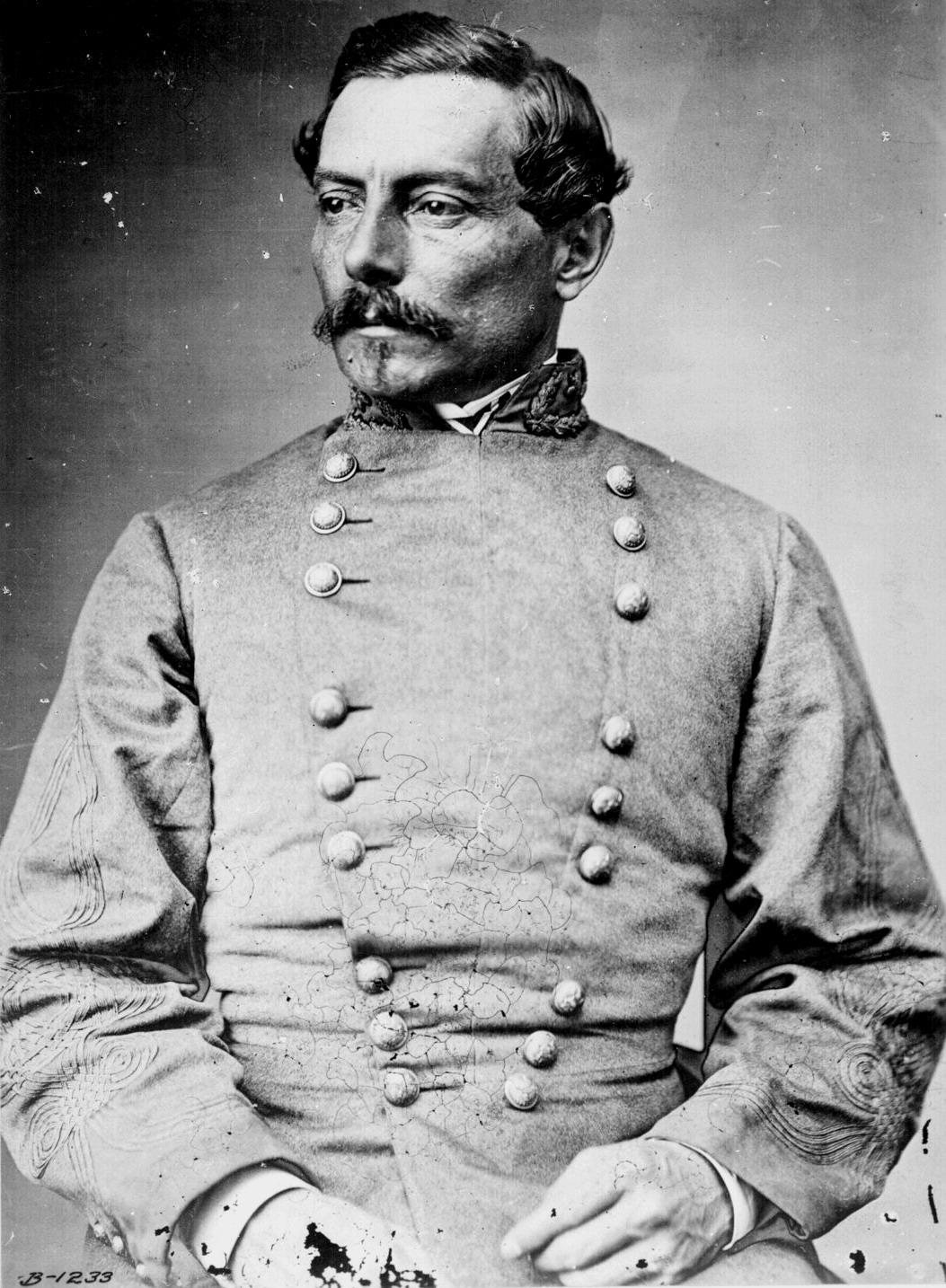
Gen. Pierre Gustave Toutant de Beauregard, CSA
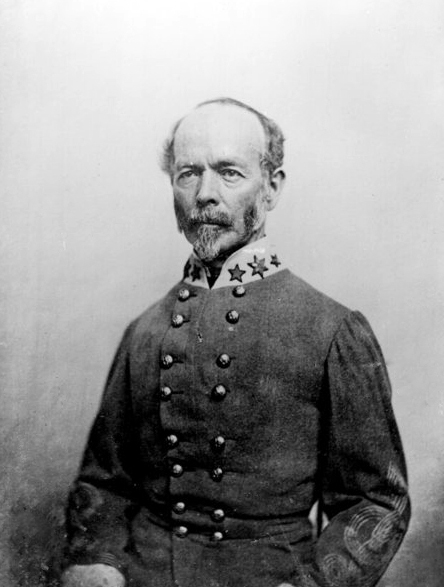
Gen. Joseph E. Johnston, CSA
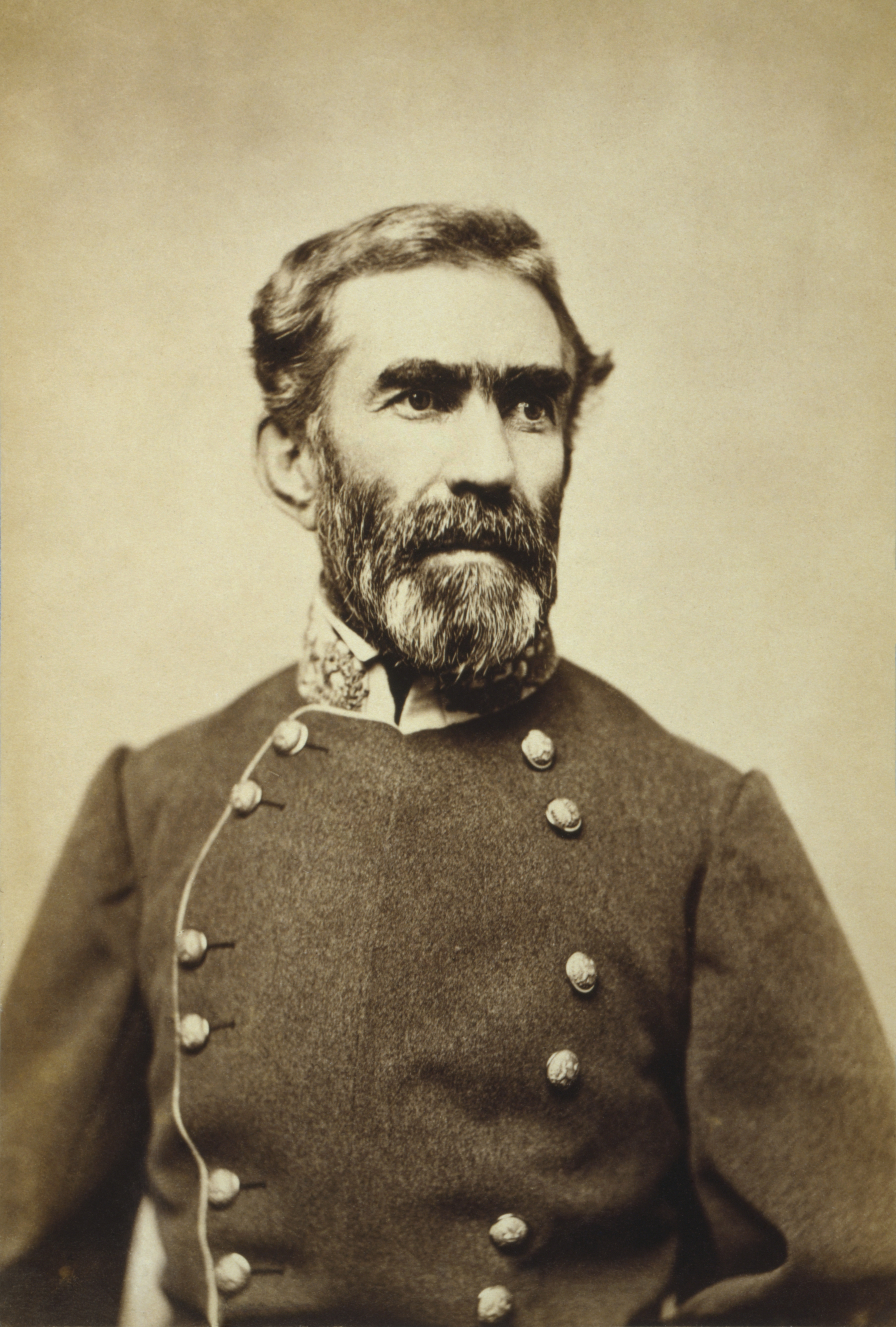
Gen. Braxton Bragg, CSA
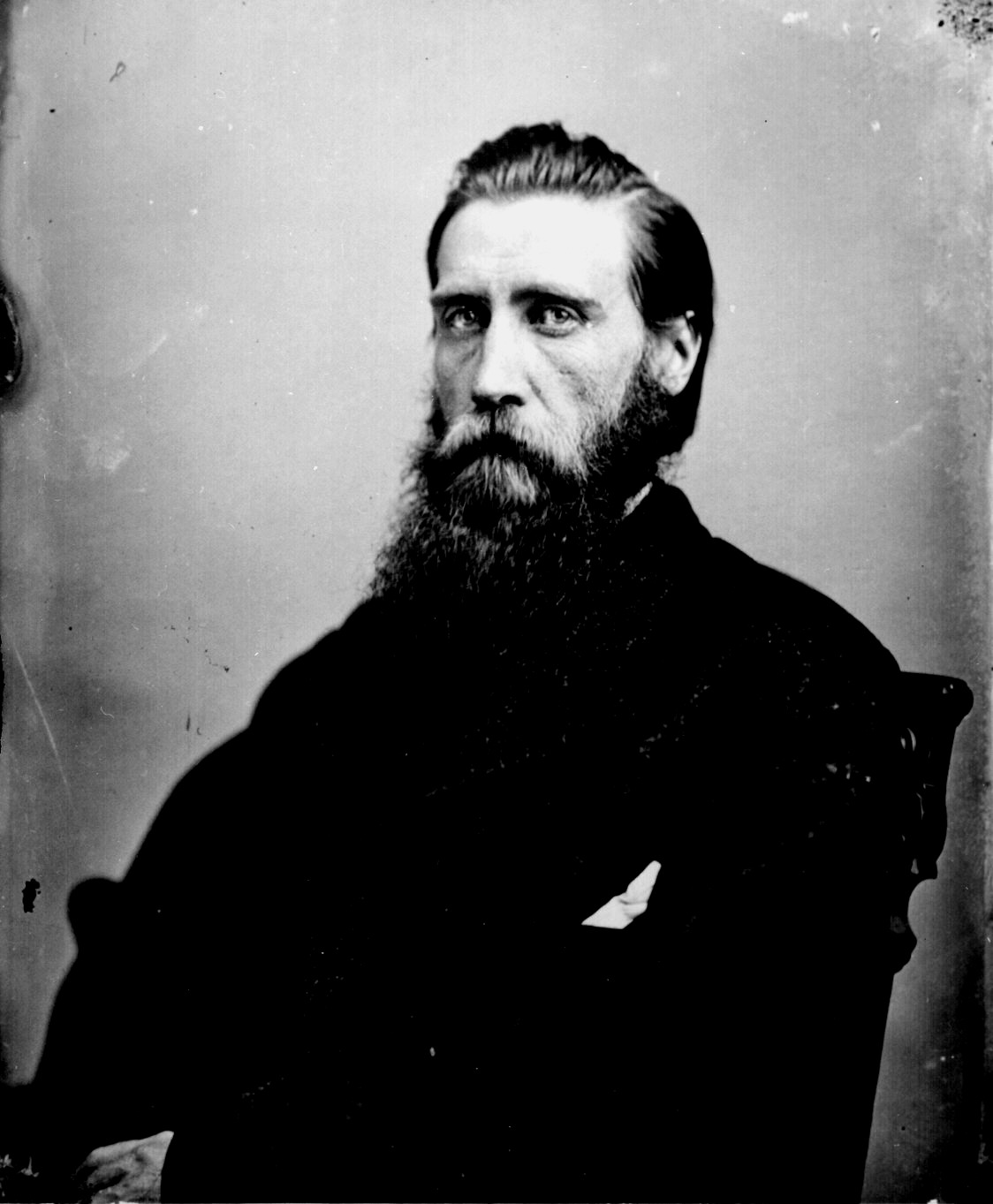
Lt. Gen. John Bell Hood, CSA
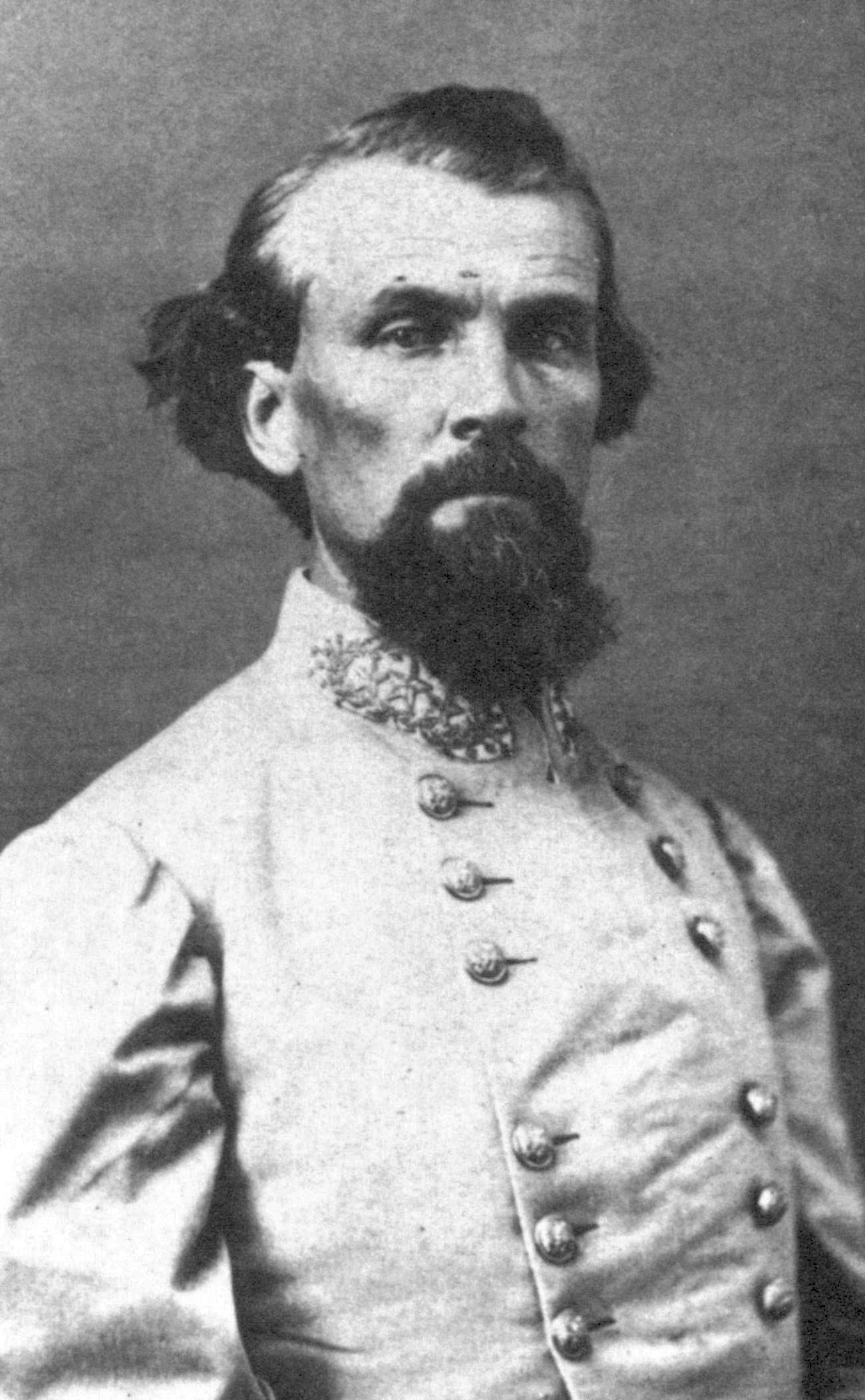
Lt. Gen. Nathan Bedford Forrest, CSA

## Campagnes du Théâtre occidental

Campagnes du théâtre occidental
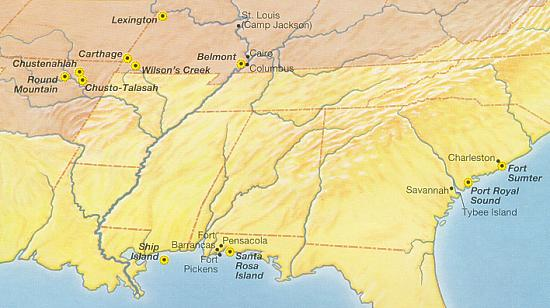
1861
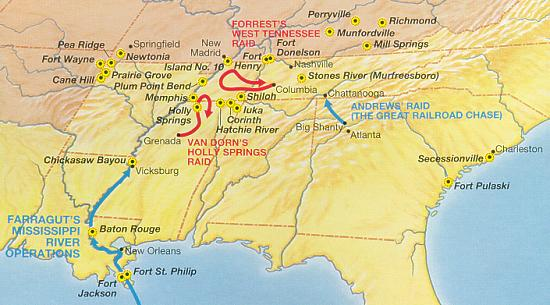
1862
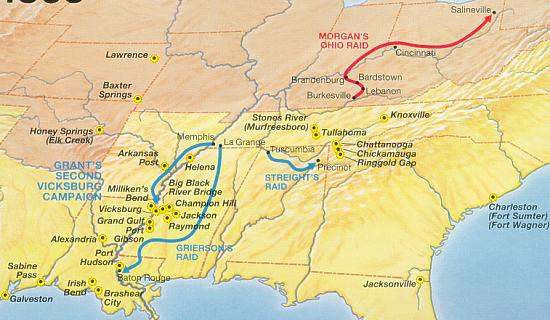
1863
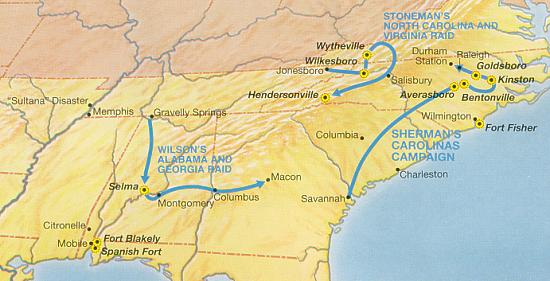
1865

- Campagne de Vicksburg
- Campagne du Kentucky
- Campagne de Tullahoma
- Raid de Morgan
- Campagne de Chickamauga
- Campagne de Chattanooga
- Campagne de Knoxville
- Campagne d'Atlanta
- Campagne de Franklin-Nashville
- Marche de Sherman vers la mer
- Campagne des Carolines

## Les premières opérations (juin 1861- janvier 1862)

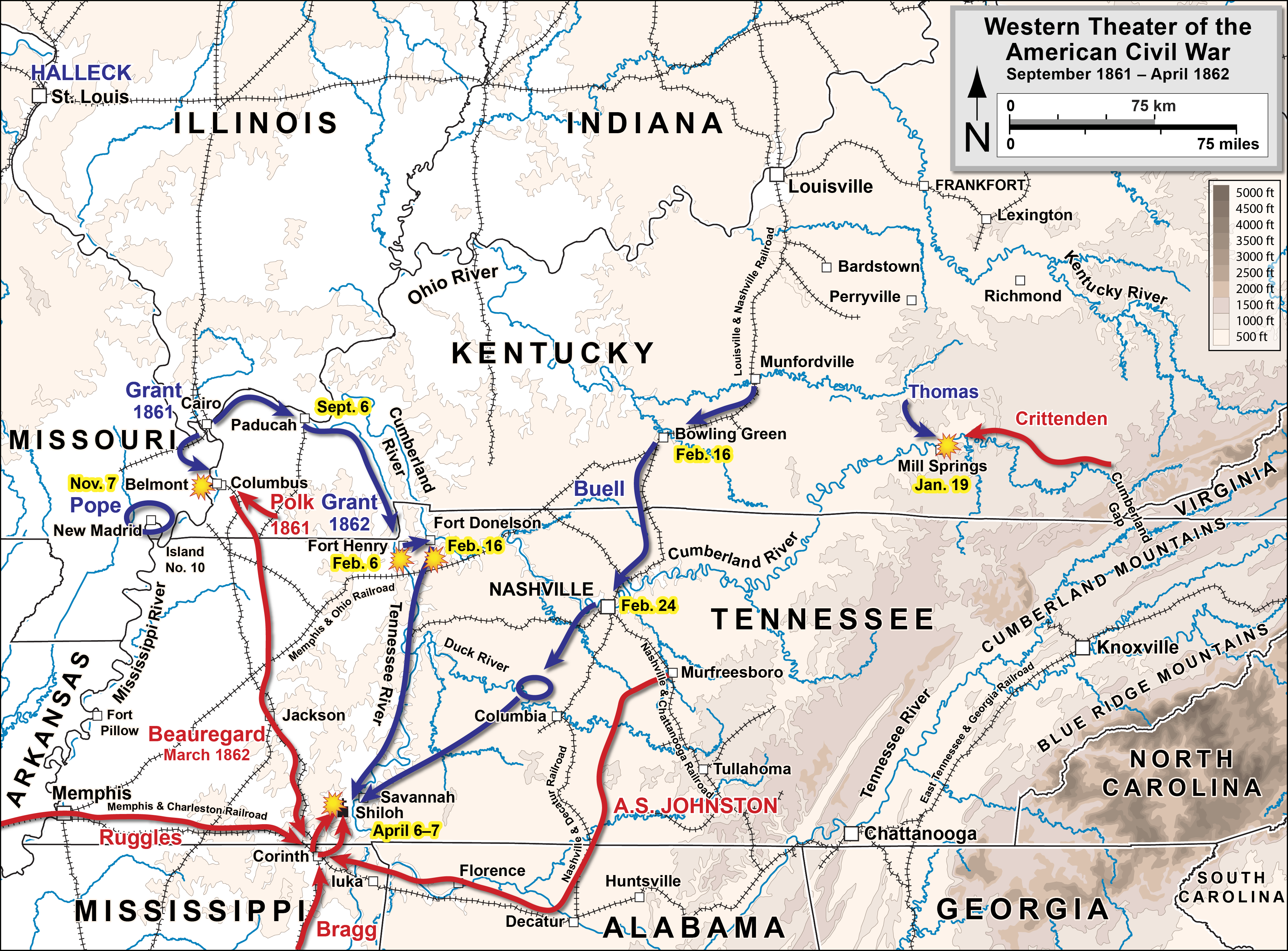
From Belmont (November 1861) to Shiloh (April 1862).

Au début de la guerre, la priorité était concentrée sur deux États : le Missouri et le Kentucky. La perte de l'un des deux aurait été un coup porté à la cause de l'Union.
En raison, principalement  des succès du capitaine Nathaniel Lyon et de sa victoire à Boonville au mois de juin, l'Union avait pu conserver le Missouri.
Le Kentucky, dont le gouverneur était acquis à la cause confédérée, et la législature à celle de l'Union, s'était déclaré neutre. Ce statut fut violé, le 3 septembre, quand Leonidas Polk occupa Columbus, une localité considérée comme une des clés du cours inférieur du Mississippi. Deux jours plus tard, Ulysses S. Grant, démontrant des qualités d'initiative qu'il confirmerait par la suite, s'empara de Paducah.
Aucun des adversaires n'ayant respecté la neutralité déclarée de l'État, les partisans de la Confédération organisèrent à Russellville un gouvernement séparé qui fut reconnu par les États confédérés. Cette séquence est malgré tout considérée comme une victoire pour l'Union parce que le Kentucky ne fit jamais officiellement sécession. Si les nordistes avaient effectivement perdu cet État, leurs succès ultérieures au Tennessee auraient été beaucoup plus difficiles.
Du côté confédéré, le général Albert Sidney Johnston commandait toutes les forces depuis l'Arkansas jusqu'au Cumberland Gap. Il devait défendre un front très étendu avec des forces limitées, mais il bénéficiait d'un excellent système de communication latéral qui lui permettait de déplacer des troupes rapidement quand cela était nécessaire. Il pouvait s'appuyer sur deux subordonnés de qualité, Polk et le major-général William J. Hardee. Johnston bénéficiait également du soutien des partisans de la sécession dans la nouvelle capitale confédérée de Bowling Green (Kentucky), qu'avait établie la Convention de Russellville. Ce gouvernement alternatif avait été reconnu par la Confédération en décembre 1861. En utilisant les ressources de la ligne de chemin de fer Mobile and Ohio Railroad, Polk put rapidement fortifier et équiper une base confédérée à Columbus
Pour sa part, le commandement de l'Union dans l'Ouest souffrit d'un manque d'unité. Il avait été organisé en novembre 1861 en trois départements distincts :
- le département du Kansas, sous le major-général David Hunter,
- le département du Missouri, sous le major-général Henry W. Halleck,
- le département de l'Ohio, sous le brigadier-général Don Carlos Buell (qui avait remplacé le brigadier-général William Tecumseh Sherman).

Dès le mois de janvier 1862, la désunion du commandement était patente et les responsables s'avéraient incapables de s'accorder sur une stratégie commune pour le Théâtre occidental.
Buell, sous la pression des politiques qui lui demandaient d'envahir et de tenir l'est du Tennessee, favorable à l'Union, s'avanca prudemment en direction de Nashville, mais ne progressa pas significativement dans l'atteinte de son objectif, exclusion faite de deux victoires mineures, la première à Middle Creek (10 janvier 1862) sous les ordres du colonel James A. Garfield, la seconde à Mill Springs (19 janvier) sous les ordres du brigadier-général George H. Thomas. La bataille de Mill Springs fut cependant une victoire importante, du point de vue stratégique, car elle brisa l'extrémité de la ligne défensive des Confédérés et donna à l'Union la clé du Cumberland Gap vers l'Est du Tennessee, mais sans faire progresser les troupes de Buell vers Nashville.
Dans le département contrôlé par Halleck, Grant fit une démonstration de force en remontant le cours du Tennessee pour attaquer le camp confédéré de Belmont, dans le but de faire diversion à l'avancée de Buell, qui ne se concrétisa pas. Enfin, le 1er février 1862, Halleck, cédant aux demandes réitérées de Grant, l'autorisa à se porter à l'attaque de Fort Henry, sur la rivière Tennessee.

## Opérations fluviales: Tennessee, Cumberland, et Mississippi (février-juin 1862)
Une fois obtenue la permission de Halleck, Grant opéra avec rapidité. Le 2 février 1862, lors d'une opération coordonnée avec le Flag Officer Andrew Hull Foote de la U.S. Navy, il  fit transporter ses troupes par bateau sur le Tennessee et les débarqua à quelques kilomètres au nord de Fort Henry, tenu par les Confédérés. L'emplacement du fort, qui n'avait pu être construit plus en aval du fait de la neutralité proclamée du Kentucky,  était extrêmement mal choisi. Au moment de l'attaque, il était plus qu'à moitié submergé par les crues et indéfendable contre une attaque navale. Le brigadier-général Lloyd Tilghman qui commandait à la fois Fort Henry et Fort Donelson, distant d'une vingtaine de kilomètres à l'est et placé dans une position plus favorable sur le cours de la Cumberland, décida d'évacuer la garnison du premier pour renforcer la défense du second. Pour sa part, il répondit pendant près de trois heures, avec les quelques canons hors d'eau, au feu des canonnières fédérales, avant de se rendre. Sans que les troupes terrestres de Grant n'aient eu à intervenir, le cours du Tennessee était désormais ouvert aux opérations de l'Union vers le sud.
Renforcé par la garnison évacuée de Fort Henry, Fort Donelson était dans une situation plus forte pour défendre le cours de la Cumberland. L'attaque navale s'avérant infructueuse, les troupes terrestres de Grant, arrivées sur place, tentèrent, sans plus de succès, d'attaquer le fort par l'arrière. Le 15 février, les Confédérés commandés par le brigadier-général John Buchanan Floyd tentèrent une sortie et surprirent l'aile droite de l'Union, commandée par le brigadier-général John Alexander McClernand, qu'ils parvinrent à faire reculer, sans toutefois créer la brèche qui leur aurait permis de s'échapper. Grant reprit alors l'initiative et attaqua l'aile droite affaiblie de son adversaire. Retranché dans le fort et la ville de Dover (Tennessee), le brigadier-général confédéré Simon B. Buckner finit par répondre aux exigences de Grant (demandant purement et simplement une « reddition sans condition » en capitulant avec 11 500 hommes, armes et bagages. La prise des forts Henry et Donelson constitua le premier succès significatif de l'Union et ouvrit le Tennessee et la Cumberland aux opérations de l'armée fédérale.
La première ligne de défense de Johnston's était brisée et Polk dut abandonner Columbus peu après la prise de Fort Donelson. Grant avait également coupé la ligne de chemin de fer du Memphis and Ohio Railroad qui avait auparavant permis aux Confédérés de déplacer leurs différents corps d'armée latéralement et de se porter mutuellement secours.
Le général Pierre Gustave Toutant de Beauregard était arrivé de l'est en février pour se placer sous le commandement de Albert S. Johnston et prendre le contrôle de toutes les forces confédérées entre le Mississippi et le Tennessee, divisant de fait l'unité de commandement de l'armée rebelle. Johnston ne commandait plus directement qu'une force réduite cantonnée à Murfreesboro (Tennessee). Beauregard envisageait de concentrer ses troupes dans les environs de Corinth (Mississippi), et d'y préparer une offensive. Johnston fit mouvement pour rejoindre les forces de Beauregard à la fin du mois de mars.
Du côté de l'Union, les préparatifs de campagne étaient compliqués : Halleck semblait plus concerné par ses relations avec le général-en-chef George McClellan que par la fragmentation des forces confédérées, qui lui aurait pourtant permis de les défaire séparément. Il ne parvenait pas à s'entendre avec Buell, désormais installé à Nashville, sur une stratégie commune. Le 11 mars, le président Lincoln confia finalement à Halleck toutes les forces situées entre le cours du Missouri et Knoxville, réalisant enfin un commandement unifié. Halleck ordonna alors à Buell de rejoindre Grant à Pittsburg Landing, sur le cours du Tennessee, où ce dernier l'avait précédé.
À l'aube du 6 avril, les forces confédérées commandées par Beauregard et Albert S. Johnston surprirent l'Armée du Tennessee à Pittsburg Landing (Bataille de Shiloh). Le premier jour de combat, la déferlante confédérée accula les forces de Grant à la rive du Tennessee, mais sans les briser. Ce jour-là, Johnston, que Jefferson Davis considérait alors comme son meilleur général,  fut mortellement blessé en conduisant une charge d'infanterie. Au second jour du combat, Grant reçut des renforts de Buell et lança une contre-attaque qui repoussa les Confédérés. Grant ne prit pas la peine de poursuivre son ennemi et cette décision lui valut de nombreuses de critiques, étant donné les pertes élevées qu'il avait subies (presque 24 000).
Le contrôle de l'Union sur le cours du Mississippi commença à se resserrer. Le 7 avril, tandis que les Confédérés se retiraient du champ de bataille de Shiloh, le major-général John Pope battit l'armée isolée de Beauregard à la Bataille d'Island Number Ten, ouvrant ainsi le cours de la rivière vers le sud, presque jusqu'à Memphis (Tennessee). Le 18 mai, l'amiral David Farragut captura la Nouvelle-Orléans, le port le plus important de la côte du Golfe du Mexique. Le major-général Benjamin Butler y installa un gouvernement militaire rigoureux qui suscita un vif ressentiment parmi les populations civiles.
Alors que les forces de Beauregard étaient trop faiblement concentrées pour s'opposer à une avance de l'Union vers le sud, Halleck ne poussa pas son avantage et attendit d'avoir réuni l'Armée de l'Ohio (Buell), l'Armée du Tennessee occidental (Grant), et l'Armée du Mississippi (Pope) à Pittsburg Landing pour s'avancer ensuite prudemment vers Corinth, un nœud ferroviaire important situé à une trentaine de kilomètres et qu'il mit un mois à atteindre, ordonnant à ses troupes de se retrancher à chaque bivouac. Le 3 mai, les troupes de l'Union se trouvaient à 15 kilomètres de la ville, mais il leur fallut encore trois semaines pour parcourir les onze kilomètres qui les séparaient de l'ennemi et engager la première bataille de Corinth qu'Halleck s'estimait alors prêt à débuter par un pilonnage d'artillerie. Beauregard pensa qu'il serait trop coûteux de défendre la ligne et préféra retirer ses troupes, sans combattre, dans la nuit du 29 mai.
Grant n'avait pas été responsable de la campagne de Corinth, Halleck ayant réorganisé l'armée et l'ayant placé en seconde position. Il avait également réaffecté de nombreuses divisions pour former trois « ailes ». Ce n'est que lorsque Halleck se transporta à l'est, pour replacer McClellan comme commandant-en-chef, que Grant put reprendre le commandement effectif d'une unité rebaptisée entretemps District du Tennessee occidental. Mais avant de partir, Halleck, cédant aux pressions de Lincoln qui lui demandait de s'emparer de l'est du Tennessee, dispersa ses forces en envoyant Buell dans la direction de Chattanooga, Sherman à Memphis, une division en Arkansas, et Rosecrans dans les environs de Corinth.

## Kentucky, Tennessee, et le nord du Mississippi (juin 1862 – janvier 1863)

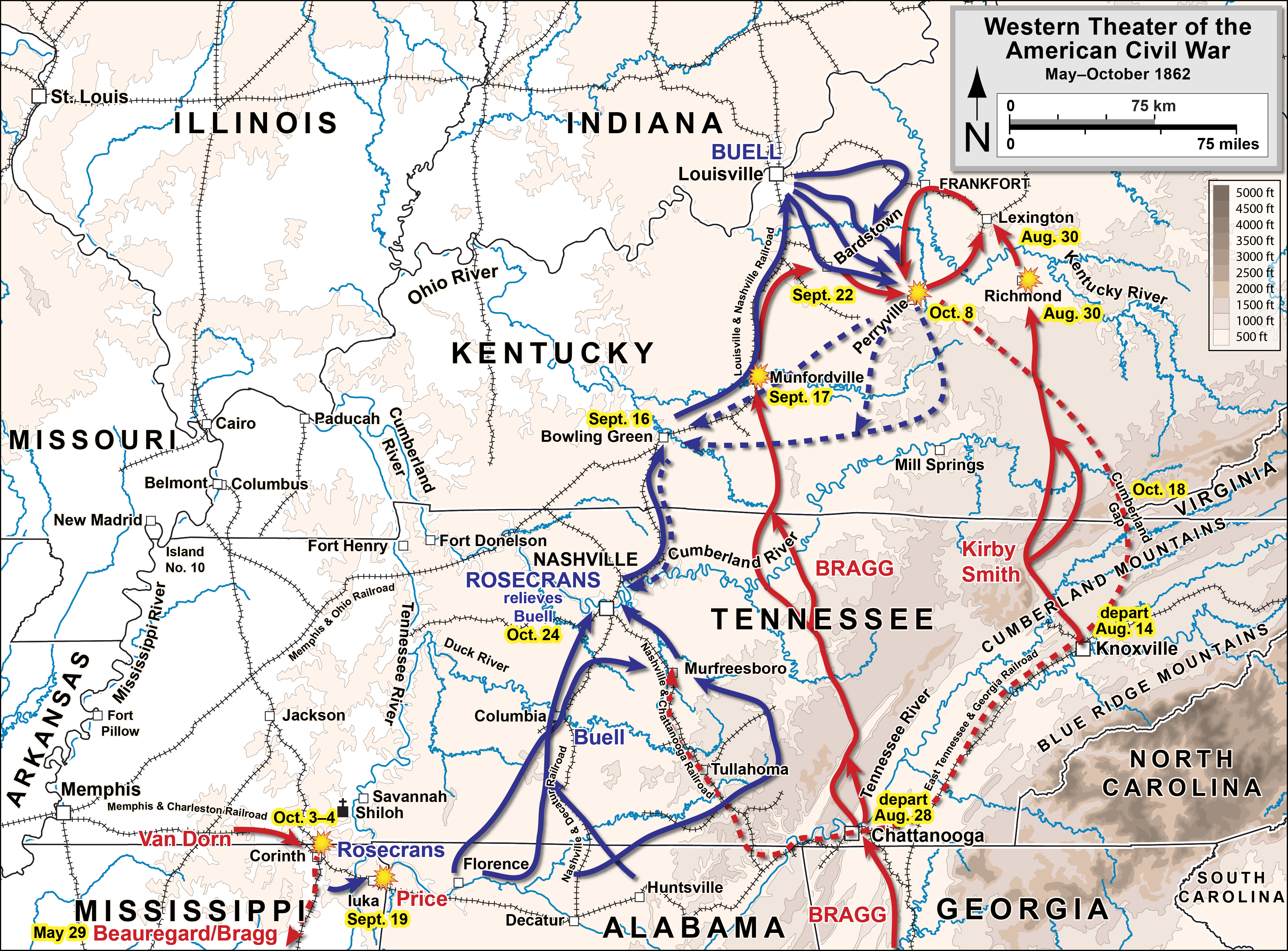
De Corinth (mai 1862) à Perryville (octobre 1862).

Après Corinth, et alors qu'Halleck restait dans l'expectative, le 27 juin, le général Braxton Bragg prit la succession de Beauregard (indisponible pour raisons de santé) à la tête des 56 000 hommes de l'Armée confédérée du Tennessee, réunie à Tupelo (Mississippi), juste au sud de Corinth. Bragg estimait qu'un mouvement direct au nord sur Corinth n'était pas opportun. Il envoya les majors-généraux Sterling Price et Earl Van Dorn opérer une diversion destinée aux troupes de Grant et transporta 35 000 de ses hommes, par train, à Chattanooga, via Mobile (Alabama). Bien qu'il n'ait quitté Tupelo que le 21 juillet, il fut capable d'atteindre Chattanooga avant Buell. Le plan de Bragg était d'envahir le Kentucky en coordination avec le major-général Edmund Kirby Smith, de couper les lignes de communication de Buell, de le défaire, puis de se retourner contre Grant.
Kirby Smith quitta  le 14 août, força l'armée de l'Union à se retirer du Cumberland Gap, défit une petite troupe à la bataille de Richmond (Kentucky), et atteignit Lexington (Kentucky) le 30 août. Bragg quitta Chattanooga juste avant que Kirby n'atteigne Lexington, tandis que Buell avançait vers le nord, de Nashville vers Bowling Green. Mais Bragg se déplaçait rapidement et il parvint, le 14 septembre, à poster ses troupes sur la ligne qui assurait le ravitaillement de Buell en provenance de Louisville. Bragg avait effectué ce mouvement à contre-cœur, car il aurait préféré réunir ses forces à celles de Kirby pour faire pièce aux effectifs de Buell. Mais il n'avait pas le pouvoir d'imposer ses vues et Kirby, quant à lui, estimait que Bragg pouvait capturer Louisville sans son aide.
Buell, toujours soumis aux pressions politiques qui lui intimaient de prendre l'initiative au plus vite, fut presque relevé de son commandement et ne dut qu'à la réticence de  George H. Thomas, auquel le poste avait été proposé, de conserver son commandement. Approchant de Perryville, Kentucky, il entreprit de concentrer les forces de l'Union pour faire face aux Confédérés. À ce moment, Bragg n'était pas présent au milieu de ses troupes, ayant décidé de se rendre à Frankfort (Kentucky) pour y assister aux cérémonies d'investiture du gouverneur confédéré. Le 8 octobre, le combat s'engagea à Perryville autour du contrôle des points d'eau, puis s'amplifia avec l'attaque, à l'initiative des Confédérés de l'Armée du Mississippi, d'un des corps de l'Armée de l'Ohio (Buell). Le soir même, Bragg, réalisant qu'il faisait face à l'armée de Buell au grand complet,  ordonna une retraite sur Harrodsburg, Kentucky, où il fut rejoint, le 10 octobre, par Kirby et son Armée du Kentucky. En dépit de ce renfort, Bragg s'abstint de reprendre l'initiative et, Buell restant tout aussi passif, les Confédérés se replièrent, par le Cumberland Gap, sur Murfreesboro via Chattanooga.
Pendant que Buell manœuvrait contre  Bragg dans le Kentucky, les Confédérés opérant dans le nord du Mississippi tentaient d'éviter que Grant ne puisse lui porter secours. Halleck s'étant rendu à Washington, Grant pouvait opérer sans interférence à la tête des forces du District du Tennessee occidental. Le 14 septembre, le major-général confédéré Sterling Price transféra son Armée de 'lOuest à Iuka (Mississippi), à une trentaine de kilomètres à l'est de Corinth. Il entendait joindre ses forces à celles du major-général Earl Van Dorn (qui commandait l'Armée confédérée du Tennessee occidental) pour opérer ensemble contre Grant. Ce dernier ne leur en laissa pas le temps et expédia à Iuka les majors-généraux William Starke Rosecrans et Edward Ord. Le 9 septembre, Rosecrans remporta une victoire mineure à la bataille d'Iuka mais le manque de coordination ainsi qu'un problème d'ombre acoustique permirent à Price d'échapper au mouvement de pinces projeté par le commandement de l'Union.
Price et Van Dorn décidèrent de réunir leurs forces pour attaquer les troupes de l'Union qui se concentraient à Corinth, pour avancer ensuite vers le Tennessee occidental ou le Tennessee central. À la seconde bataille de Corinth (3 et 4 octobre), ils attaquèrent les troupes retranchées de l'Union, qui les repoussèrent en leur infligeant des pertes sérieuses. Se retirant vers le nord-est, ils échappèrent aux soldats épuisés que Rosecrans avait lancés à leur poursuite, mais sans pouvoir renforcer Bragg ou tenir leurs objectifs au Tennessee.
L'hiver s'installant, le gouvernement de l'Union décida de remplacer Buell par Rosecrans. Ce dernier, après avoir ravitaillé son armée et l'avoir remise en état à Nashville, se porta contre Bragg à Murfreesboro juste avant Noël. Lors de la Bataille de la Stones River, le 31 décembre, Bragg lança un assaut puissant qui surprit Rosecrans, acculant les forces de l'Union dans un périmètre restreint limité par le cours du Tennessee. Mais les assauts successifs du 2 janvier 1863 furent repoussés vigoureusement, forçant Bragg et les Confédérés à se retirer vers le sud-ouest jusqu'à Tullahoma (Tennessee).
Les pertes de la bataille de la Stones River (environ 12 000 hommes de part et d'autre) furent les plus élevées de toute la guerre de Sécession proportionnellement à la taille des effectifs engagés. À la fin de la campagne, la menace de Bragg au Kentucky avait échoué et il avait, de fait, dû céder le contrôle du Tennessee central.

## Campagnes de Vicksburg (décembre 1862 – juillet 1863)

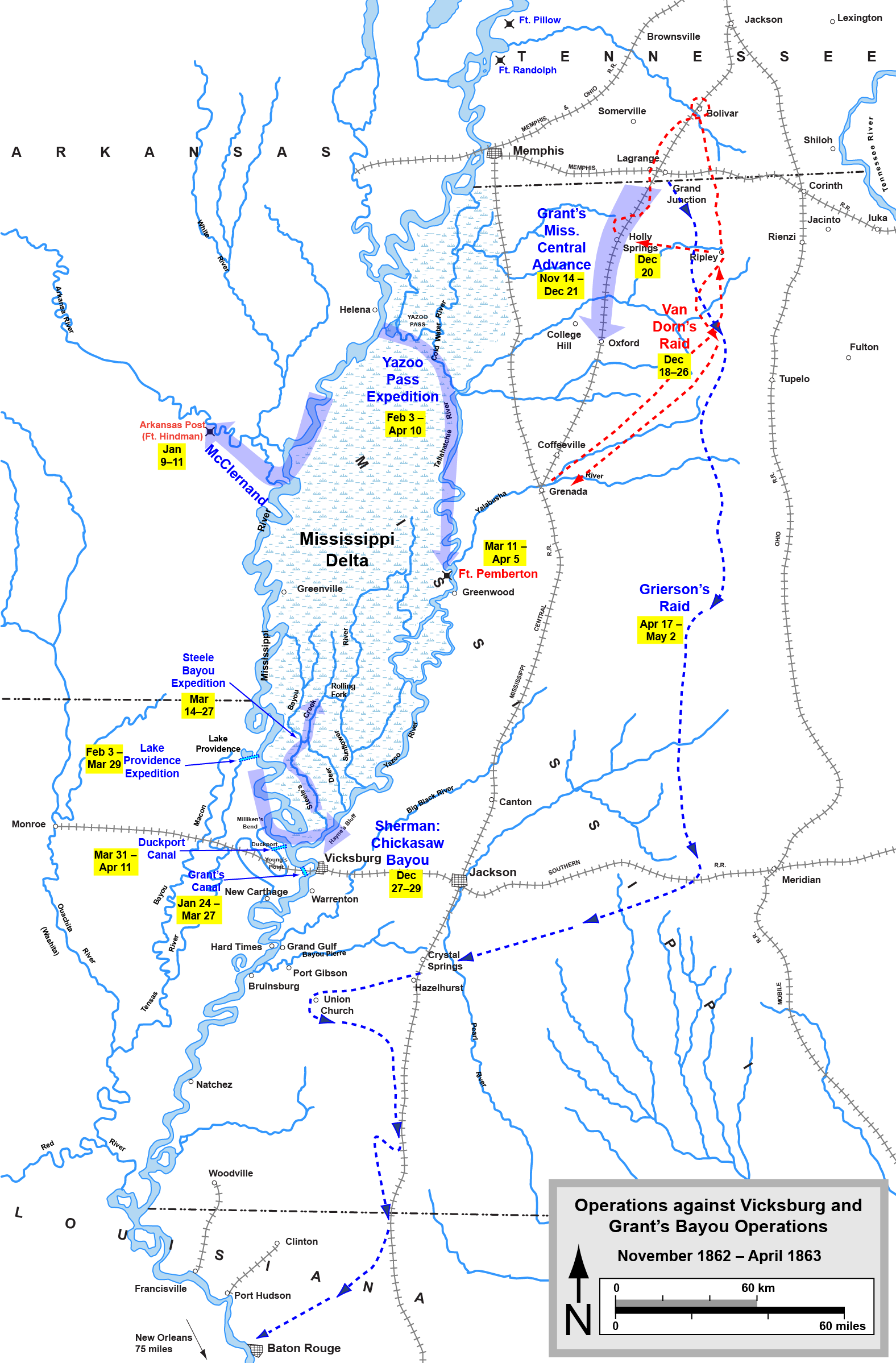
Opérations contre Vicksburg et campagne de Grant dans le Bayou.

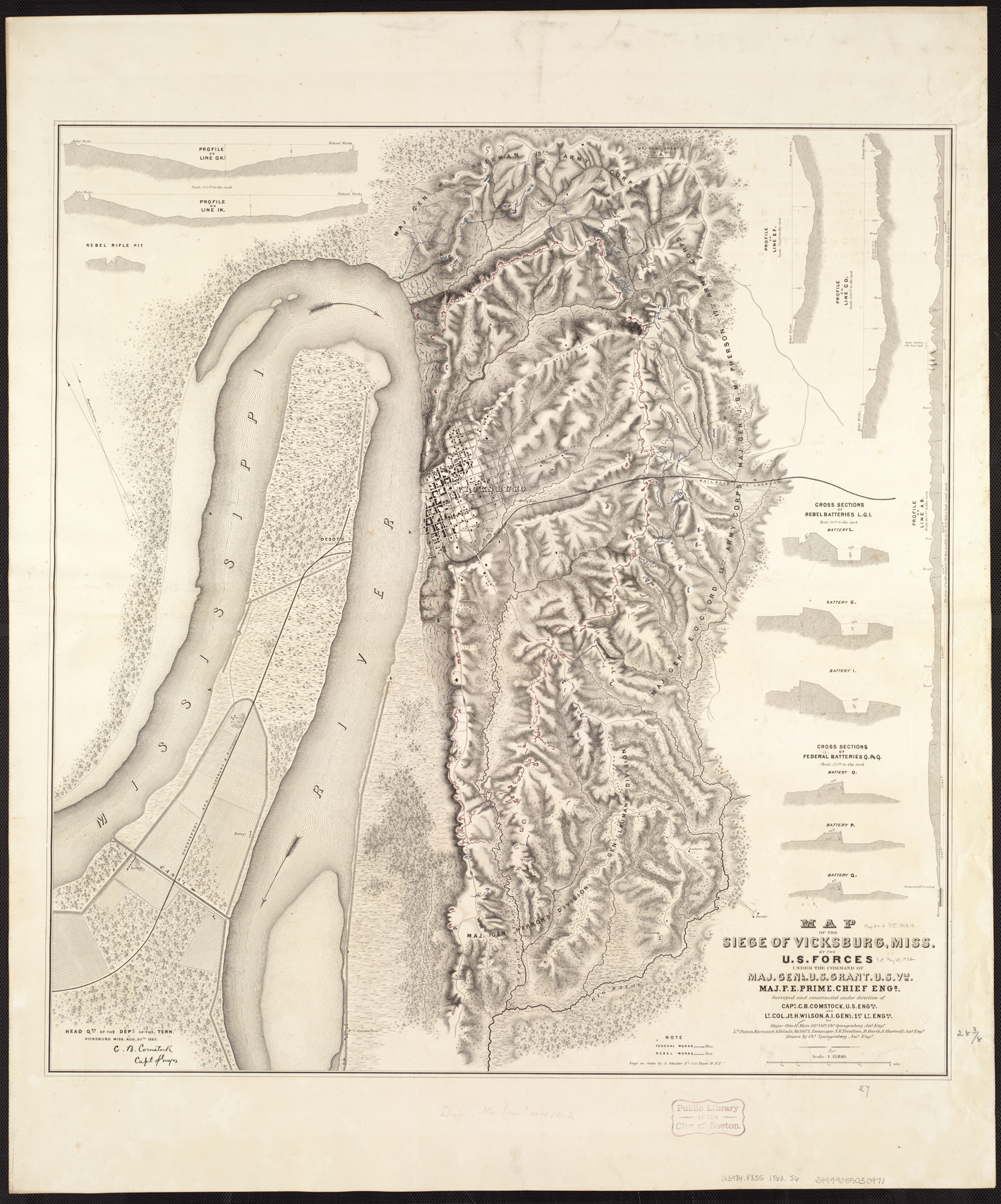
Carte montrant la position de Vicksburg sur le Mississippi au moment du siège.

Abraham Lincoln estimait que la prise de la ville fortifiée de Vicksburg (Mississippi) était, pour l'Union, une des clés de la victoire. Vicksburg et Port Hudson étaient en effet les deux places fortes dont la prise par les troupes fédérales garantit à l'Union le contrôle total du cours du Mississippi. Située sur une falaise surplombant un coude en épingle à cheveu sur la rivière, Vicksburg, surnommée « la Gibraltar du Mississippi », était pratiquement imprenable par voie fluviale, ce dont l'amiral David Farragut avait pu se rendre compte, lors d'une opération manquée, au mois de mai 1862.
Le plan d'attaque prévoyait que Grant approcherait par le nord depuis Memphis et que le major-général Nathaniel Prentice Banks arriverait par le sud depuis Bâton-Rouge. En réalité, l'avancée de Banks fut lente à s'organiser et s'arrêta à Port Hudson, privant Grant de son appui.

### Première campagne
La première campagne de Grant consistait en un mouvement en étau. William T. Sherman descendit le cours du Mississippi avec 32 000 hommes pendant que Grant devait suivre le mouvement en parallèle, par le train, avec 40 000 soldats. Grant avait parcouru 130 km lorsque ses lignes de ravitaillement furent coupées à hauteur d'Holly Springs (Mississippi) par Earl Van Dorn, le forçant à se replier. Sherman, quant à lui, atteignit la rivière Yazoo juste au nord de Vicksburg, mais, privé du soutien de Grant, il fut repoussé, fin décembre, lors d'un assaut sanglant à Chickasaw Bayou.
Des considérations politiques interférèrent. Le major-général John Alexander McClernand, par ailleurs actif en politique et originaire de l'Illinois, obtint de Lincoln l'autorisation de recruter de troupes dans le sud de cet État et de commander une expédition fluviale sur Vicksburg. Il parvint à obtenir le rattachement du corps d'armée de Sherman, mais ce dernier avait quitté Memphis avant que McClernand n'arrive. Quand sherman rentra de son expédition sur la rivière Yazoo, McClernand affirma sa mainmise. Sans explication, il se détourna de son premier objectif pour capturer Arkansas Post, sur le cours de l'Arkansas, mais, avant qu'il puisse reprendre son avancée, Grant reprit le contrôle des opérations et McClernand dut se contenter du commandement d'un corps de l'armée de Grant. Pendant le reste de l'hiver, Grant conduisit pas moins de cinq projets différents pour atteindre Vicksburg, en réaménageant les cours d'eau, les canaux et les bayous situés au nord de la ville. Toutes ces tentatives furent inutiles. Grant expliqua par la suite qu'il avait anticipé ces revers et qu'il tentait simplement de garder ses hommes occupés afin de les motiver, mais les historiens considèrent qu'il était convaincu du succès de ses entreprises et qu'elles étaient tout simplement trop ambitieuses.

### Seconde campagne

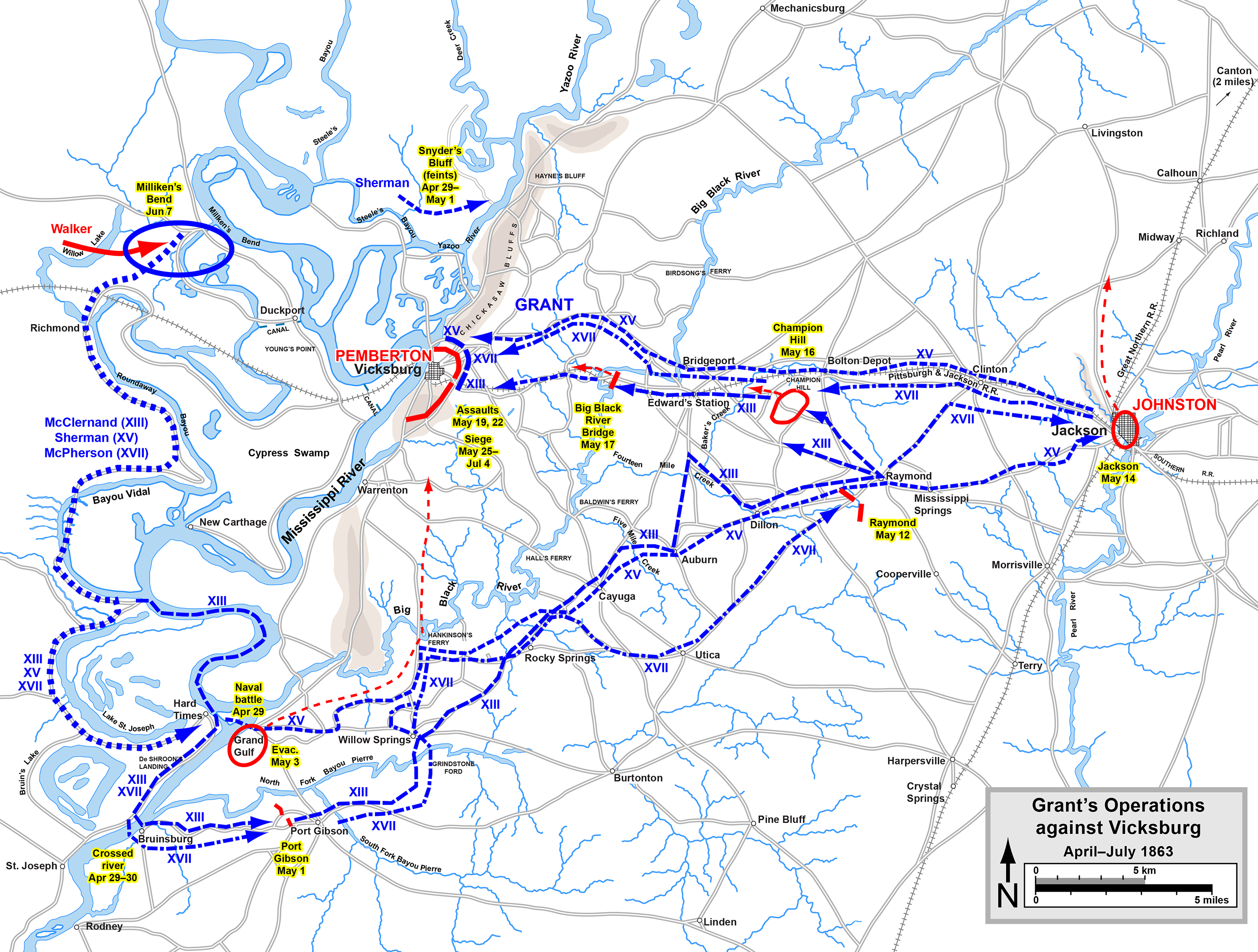
Opérations de Grant contre Vicksburg.

La seconde campagne contre Vicksburg, qui débuta au printemps 1863, est considérée comme un classique de l'histoire militaire et la campagne la plus réussie de Grant pendant la guerre de Sécession. Il avait compris qu'il ne pouvait pas attaquer Vicksburg par le nord-est en raison de la fragilité de ses lignes de ravitaillement. Toutes les approches fluviales avaient également échoué. Aussi, quand les routes redevinrent praticables après les pluies hivernales, Grant fit descendre le gros de ses troupes le long de la rive ouest du Mississippi. Le 16 avril, des transports de troupes accompagnés des canonnières de la U.S. Navy parvinrent, malgré les risques, à passer sous les défenses de Vicksburg et à déposer l'armée de Grant sur l'autre rive, à Bruinsburg, au sud de la ville. Pour masquer ses intentions, Grant avait mis au point deux diversions stratégiques : une feinte au nord de Vicksburg, qu'il avait confiée à Sherman, et un audacieux raid de cavalerie à travers le centre du Mississippi, mené par le colonel Benjamin Grierson (Grierson's Raid). La première ne donna pas de résultat, mais le second s'avéra un succès, Grierson réussissant à attirer une portion des forces confédérées et à les disperser à travers l'État.
Pendant la campagne, Grant dut faire face à deux adversaires : la garnison de Vicksburg commandée par le major-général John C. Pemberton, et les forces concentrées à  Jackson (Mississippi), commandées par le général Joseph E. Johnston, commandant l'ensemble de la zone. Au lieu de se porter immédiatement vers le nord et de fondre sur la ville, Grant préféra d'abord couper les lignes de communication entre les deux forces confédérées. Ses hommes se dirigèrent rapidement vers le nord-ouest sur Jackson avec une intendance réduite au minimum. L'histoire officielle de la campagne indique qu'il se sépara de « toute son intendance », ce qui désorienta Pemberton, qui chercha à couper une ligne de ravitaillement inexistante à Raymond (12 mai). En réalité Grant vécut sur le pays pour ce qui concernait la nourriture destinée à ses hommes et à leurs chevaux, mais il était soutenu par une navette qui le ravitaillait en munitions, café, hardtack, sel, et autres fournitures essentielles à son armée.
Le corps de Sherman s'empara de Jackson le 14 mai.  L'ensemble de l'armée se retourna alors vers l'ouest pour affronter Pemberton devant Vicksburg. La confrontation décisive eut lieu à Champion Hill, où Pemberton effectua sa dernière défense avant qu'il ne décide de se retrancher dans les fortifications qui entouraient la ville. Les forces de Grant lancèrent, au prix de lourdes pertes, deux assauts contre les défenses confédérées, avant de s'installer pour un long siège.
Les soldats et les civils retranchés dans Vicksburg durent supporter les bombardements et la disette associés au siège. Ils espéraient que le général Johnston aller arriver avec des renforts, mais Johnston avait été isolé et restait méfiant. Le  4 juillet, Pemberton se rendit avec son armée et ouvrit la ville à Grant. Avec la défaite que Robert E. Lee avait subi la veille à Gettysburg, Vicksburg est généralement considéré comme un des tournants de la guerre de Sécession. Le 8 juillet, la capture de Port Hudson donna à l'Union le contrôle de tout le Mississippi et la Confédération se trouva coupée en deux.

## Tullahoma, Chickamauga et Chattanooga (juin–décembre 1863)

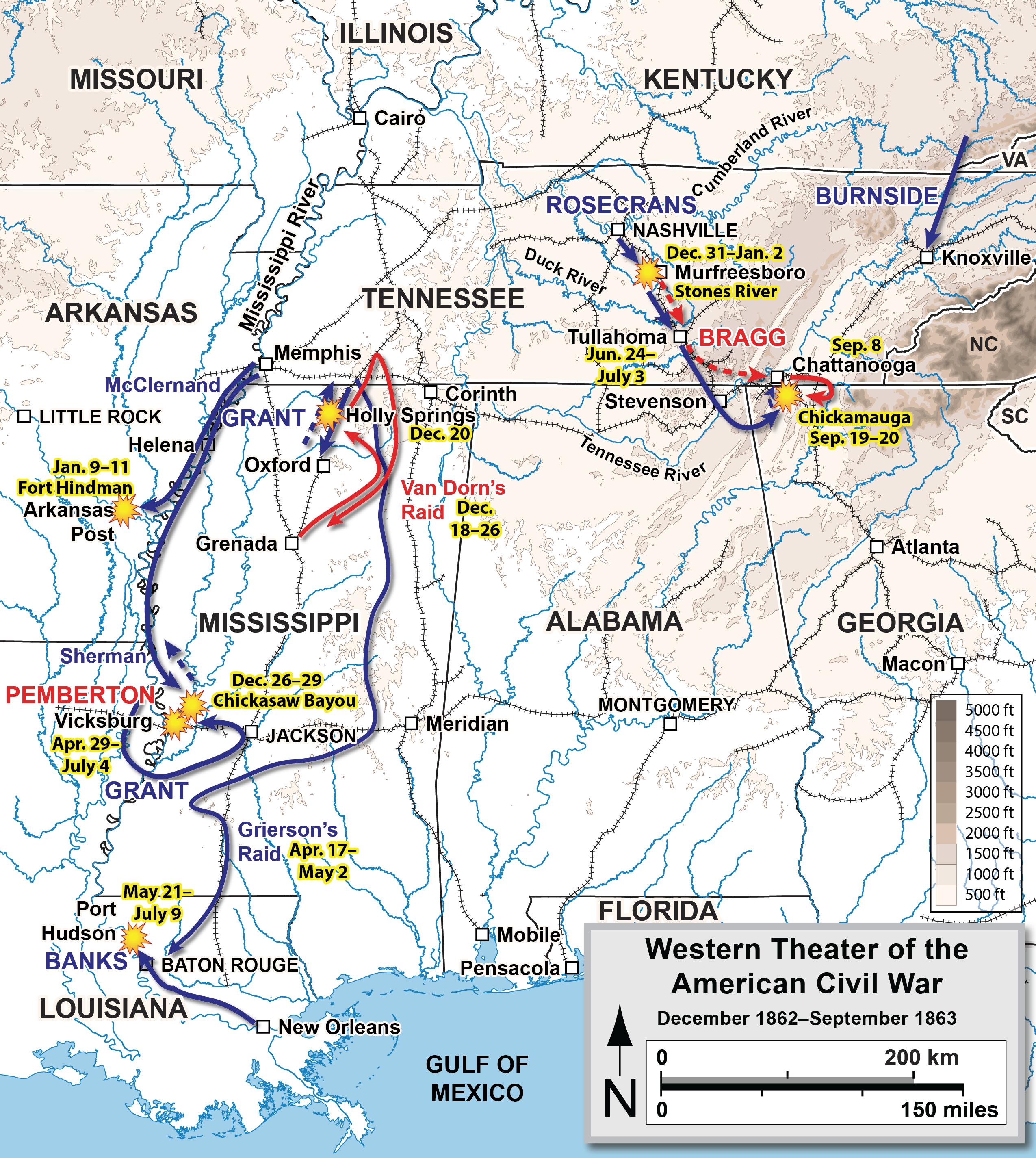
De Vicksburg (décembre 1862 – juillet 1863) à Chickamauga (septembre 1863).

Après sa victoire de Stones River, Rosecrans occupa Murfreesboro pendant près de six mois, pendant que Bragg reprenait des forces à Tullahoma, établissant une longue ligne défensive destinée à bloquer toute avance de l'Union contre la ville stratégique de Chattanooga, située sur ses arrières. En avril, la cavalerie fédérale commandée par le colonel Abel Streight attaqua la ligne de chemin de fer qui ravitaillait l'armée de Bragg dans le Tennessee central, dans l'espoir de la voir se replier vers la Géorgie. Le raid de la brigade de Streight, traversant le Mississippi et l'Alabama, l'amena à se confronter à Nathan Bedford Forrest et se termina par la reddition de ses hommes le 3 mai, dans les environs de Rome (Géorgie). En juin, Rosecrans décida enfin de s'avancer sur Bragg lors d'une brillante campagne de manœuvres (la Campagne de Tullahoma) chassant Bragg du Tennessee central.
Pendant ce temps, le brigadier-général John Hunt Morgan, accompagné de 2 460 cavaliers confédérés, se mit en route, le 11 juin, pour traverser le Tennessee vers l'ouest en partant de Sparta, dans l'intention de détourner l'attention de l'Armée de l'Ohio, commandée par Ambrose Burnside, qui se dirigeait vers Knoxsville pour s'en prendre aux forces rebelles de l'État. Au début de sa campagne, les cavaliers de Morgan se dirigèrent vers le nord. Pendant 46 jours, ils parcoururent 1 600 km, terrorisant la population du Tennessee au nord de l'Ohio, détruisant les ponts, les voies de chemin de fer et les dépôts de ravitaillement avant d'être capturés. En novembre, ils réussirent une évasion spectaculaire du pénitencier de Columbus (Ohio) et regagnèrent le sud.

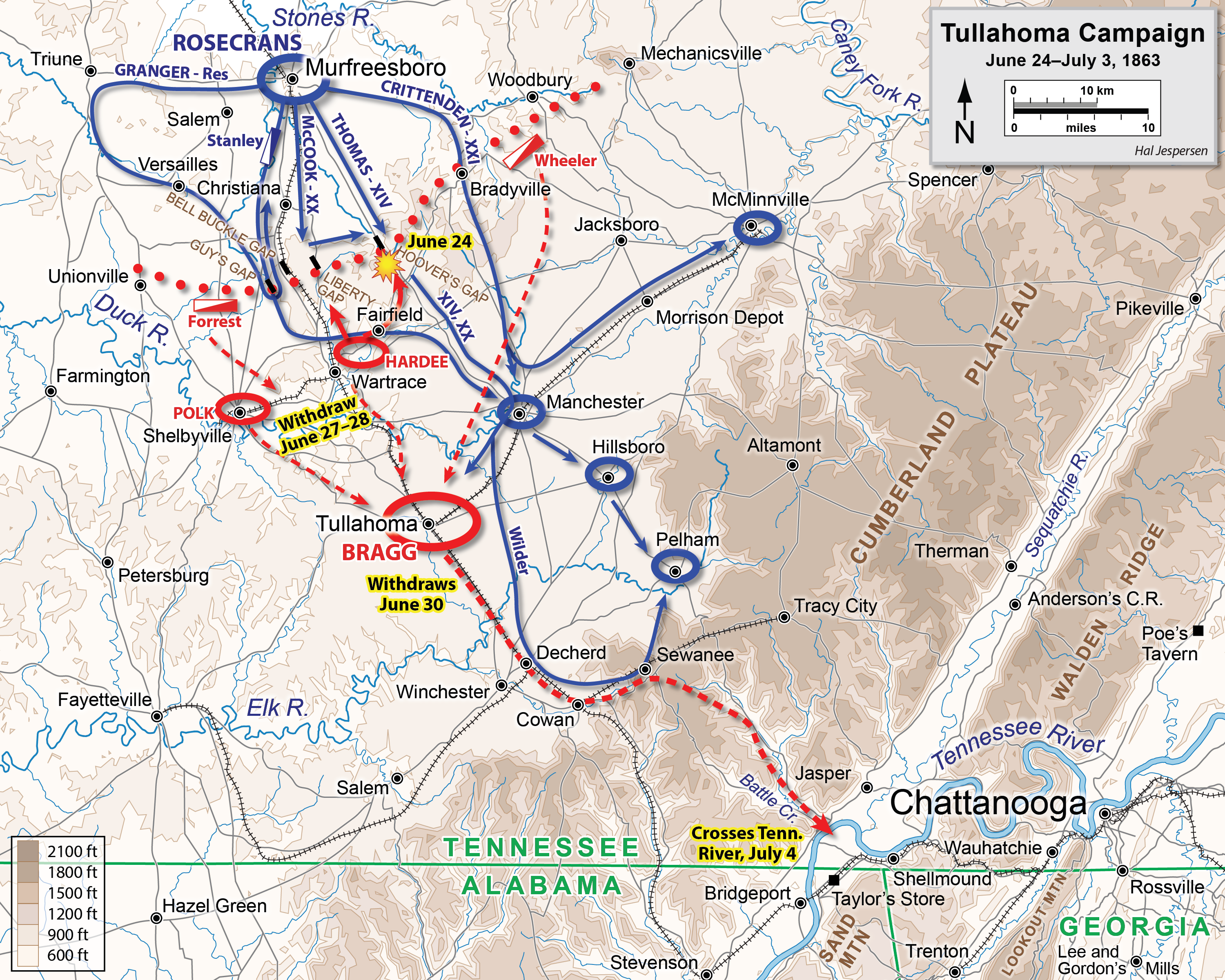
La campagne de Tullahoma.

Après avoir attendu plusieurs semaines à Tullahoma, Rosecrans décida de chasser Bragg de Chattanooga en passant le Tennessee, puis en se dirigeant vers le sud pour couper la ligne de ravitaillement des Confédérés en provenance de Géorgie. Ses opérations débutèrent le 18 août, utilisant comme diversion les deux semaines de bombardement de Chattanooga. Le haut commandement rebelle renforça Bragg avec une division du Mississippi et le corps d'armée de (James Longstreet), venu de Virginie. Rosecrans poursuivit Bragg jusque dans les montagnes accidentées du nord-est de la Géorgie, pour s'apercevoir qu'il était tombé dans un piège. Bragg engagea la bataille de Chickamauga (19–20 septembre 1863) en lançant trois divisions contre le corps d'armée commandé par George H. Thomas. Une erreur de transmission permit à une brèche importante de se créer dans les rangs de l'Union et Longstreet parvint à profiter de cet espace et à mettre les fédéraux en déroute. Sans la résistance d'une partie de la ligne tenue par les hommes de Thomas ("The Rock of Chickamauga"), l'armée de l'Union aurait été totalement défaite. Rosecrans, effondré après ce revers, fit retraite avec son armée vers Chattanooga, où il se retrouva assiégé par Bragg, campé sur les hauteurs dominant la ville.
À Vicksburg, Grant reconstituait les forces de son armée et planifiait une campagne pour s'emparer de Mobile (Alabama) et, de là, pousser vers l'est. Mais quand la nouvelle des revers de Rosecrans et de l'Armée du Cumberland fut parvenue à Washington, Grant reçut l'ordre de lui porter secours. Le 17 octobre, il se vit confier le commandement de la Division militaire du Mississippi regroupant toutes les armées du Théâtre occidental. Il remplace Rosecrans par Thomas et se rendit à Chattanooga où il approuva un plan destiné à ouvrir une nouvelle ligne de ravitaillement (la "Cracker Line"), pour approvisionner la ville. Bientôt, des renforts venus de l'Armée du Tennessee (Sherman) et le l'Armée du Potomac (Hooker) accrurent les effectifs de l'Union de 40 000 hommes, tandis que ceux des rebelles diminuaient, Bragg ayant détaché le corps d'armée de Longstreet à Knoxville pour contenir une avancée de Burnside.

Batailles de Lookout Mountain et de Missionary Ridge, campagne de Chattanooga.

La Bataille de Chattanooga débuta réellement le 24 novembre 1863, quand Hooker s'empara de Lookout Mountain, l'un des deux promontoires qui dominaient la ville. Le jour suivant, Grant avait prévu un mouvement enveloppant sur la position de Bragg, couvrant le second promontoire, Missionary Ridge. Sherman devait attaquer au nord, Hooker au sud et Thomas au centre. Mais l'attaque de Sherman s'enlisa et Grant ordonna à Thomas de lancer un assaut mineur pour soulager la pression qui s'exerçait contre Sherman. Les troupes de Thomas, portées par l'enthousiasme et désireuses de faire oublier l'humiliation subie à Chickamauga, allèrent plus loin que prévu et emportèrent la crête tenue par les Confédérés. Chattanooga était sauvée. Ce revers, coïncidant avec celui de Longstreet contre Burnside à  Knoxville libéra la partie est du Tennessee, politiquement sensible, de la présence confédérée. L'Union disposait désormais d'un couloir d'invasion qui lui ouvrait le chemin d'Atlanta, au cœur de la Confédération. Bragg, que son amitié avec le président confédéré Jefferson Davis avait sauvé après ses défaites de Perryville et de Stones River, fut finalement relevé de son commandement et remplacé par le général Joseph E. Johnston.

## Campagne d'Atlanta (mai–septembre 1864)

Carte de la campagne d'Atlanta.

En mars 1864, Grant fut promu lieutenant-général et se rendit dans l'est pour assumer le commandement de l'ensemble des armées de l'Union. Sherman lui succéda à la tête de la Division militaire du Mississippi. Grant conçut une stratégie coordonnée contre les forces de la Confédération. Il s'agissait :
- de détruire l'armée de Lee en Virginie en lui assénant trois coups simultanés, qui seraient portés par Meade, Butler, et Sigel) autour de Richmond et dans la vallée de la Shenandoah ;
- capturer Mobile avec l'armée placée sous les ordres de Nathaniel Prentice Banks ;
- détruire l'armée de  Johnston en se portant sur Atlanta.

La plupart de ces plans échouèrent : Butler s'enlisa dans la Campagne de Bermuda Hundred ; Sigel fut rapidement défait dans la vallée de la Shenandoah ; les efforts de Banks s'arrêtèrent à la Campagne de Red River ; Meade et Grant subirent eux aussi de nombreux revers et des pertes importantes dans leur campagne Overland avant de mettre le siège devant Petersburg.
La Campagne d'Atlanta menée par Sherman eut plus de succès.
Au début de la campagne, la Division militaire du Mississippi, confiée à Sherman, comptait trois armées : l'Armée fédérale du Tennessee de James B. McPherson (l'armée que Sherman avait commandée sous Grant), l'Armée de l'Ohio de John McAllister Schofield, et l'Armée du Cumberland de George Henry Thomas. En face d'elles se trouvait l'Armée confédérée du Tennessee, commandée par Joseph E. Johnston. Les 98 000 hommes de Sherman dominaient théoriquement les 50 000 hommes de Johnston, mais les effectifs de l'Union étaient amputés par de nombreuses absences. Au mois d'avril, Johnston reçut en outre un renfort de 15 000 hommes en provenance de l'Alabama.
En mai - juin 1864, la campagne s'ouvrit avec plusieurs affrontements, tandis que Sherman poussait vers le sud-est à travers un terrain escarpé. Il évitait la confrontation directe avec les forces de Johnston, préférant déborder ses défenses par des marches latérales. À chaque fois que Sherman le débordait (presque toujours sur sa gauche) Johnston se repliait sur une autre position préparée à l'avance. la Bataille de Kennesaw Mountain (27 juin) constitua donc une exception durant laquelle Sherman lança, contre l'avis de ses subordonnés, un assaut frontal qui lui coûta 7 000 hommes (tandis que Johnston n'en avait perdu que 700). Les deux armées utilisaient les voies de chemin de fer comme lignes de ravitaillement, celles de Johnston raccourcissant à mesure qu'il s'approchait d'Atlanta, tandis que celles de Sherman s'étiraient dans le même temps. Mais Jefferson Davis n'était pas satisfait de la stratégie de Johnston, considérant qu'il concédait inutilement du terrain en refusant de contre-attaquer, une option stratégique que Johnston refusait même de discuter avec le président.
Juste avant la Bataille de la Peachtree Creek (20 juillet) dans les faubourgs d'Atlanta, Jefferson Davis perdit patience et, craignant que Johnston n'abandonne la ville sans même combattre, il le remplaça par le lieutenant-général John Bell Hood, supposé plus agressif. Pendant les six semaines suivantes, Hood tenta de manière répétée d'engager les sections de l'armée de Sherman dès qu'elles semblaient isolées. Toutes ces tentatives échouèrent, avec des pertes souvent élevées du côté confédéré. Sherman parvint finalement à couper les lignes ravitaillement de Hood en provenance du sud. Réalisant qu'il était piégé, Hood évacua Atlanta la nuit du 1er septembre, incendiant dans sa retraite les installations militaires et les approvisionnements.
Presque au même moment, l'amiral David Farragut remportait, le 24 août, la bataille navale décisive de la baie de Mobile. Passant sous les forts qui gardaient l'embouchure, Farragut attaqua la flotte confédérée qui défendait la ville et la força à capituler, faisant ainsi prisonnier l'amiral Franklin Buchanan. La ville elle-même resta cependant entre les mains des Confédérés jusqu'en 1865, mais le dernier port maritime à l'est du Mississippi sur la côte du Golfe du Mexique était maintenant fermé, complétant ainsi le blocus naval de l'Union. La capture d'Atlanta et de la baie de Mobile enflammèrent le moral du Nord et contribuèrent de façon déterminante à la réélection d'Abraham Lincoln.

## Campagne de Franklin-Nashville (septembre-décembre 1864)

Campagne de Franklin-Nashville.

Tandis que Sherman accordait un peu de repos à son armée en prévision de nouvelles opérations dirigées vers l'est, Hood reprit ses attaques destinées à couper le ravitaillement de Sherman depuis Chattanooga. Il marcha vers l'ouest à travers l'Alabama, puis obliqua vers le nord et le Tennessee, espérant que Sherman le poursuivrait pour engager le combat. Cette manœuvre réussit en partie, car ses mouvements, couplés aux raids menés par Nathan Bedford Forrest préoccupaient fortement Sherman, qui ne s'engagea cependant pas en personne. Il envoya à Nashville le major-général George H. Thomas, à la tête d'une fraction de l'Armée du Cumberland et de l'essentiel du corps de cavalerie, pour coordonner la défense contre Hood, tandis qu'il entraînait le reste de son armée vers Savannah (Géorgie),.
Les forces de Thomas étaient divisées : la moitié à Nashville avec lui, l'autre avec John McAllister Schofield, arrivant d'Atlanta. Des renforts étaient attendus, qui venaient de terminer la campagne de Red River. Hood espérait défaire Schofield avant que celui-ci n'ait pu rejoindre les forces de Thomas et avant que les renforts venus de Louisiane ne soient arrivés. Il tenta sa chance, le 29 novembre 1864, à la bataille de Spring Hill (Tennessee), mais les forces de l'Union échappèrent à son piège. Le lendemain, à la bataille de Franklin, Hood lança des assauts répétés et massifs contre les solides retranchements de l'Union et y souffrit des pertes élevées David J. Eicher a écrit que Hood avait blessé mortellement son armée à Franklin et qu'il l'avait achevée à la bataille de Nashville (15 et 16 décembre 1864). À Nashville, face aux forces combinées de Schofield et de Thomas, il enterra ses troupes à quelques kilomètres de la ville, espérant que Thomas viendrait briser son armée sur les fortifications confédérées. Après deux semaines de préparations au cœur de l'hiver, durant lesquelles Grant le pressait d'attaquer, Thomas lança un assaut massif qui mit en déroute Hood et ses hommes jusqu'à Franklin puis, jusqu'au Mississippi où il ne purent jamais reconstituer une force combattante. À sa demande, Hood fut relevé de son commandement, et l'Armée confédérée du Tennessee fut provisoirement confiée au lieutenant-général Richard Taylor.

## La marche de Sherman vers la mer (novembre-décembre 1864)

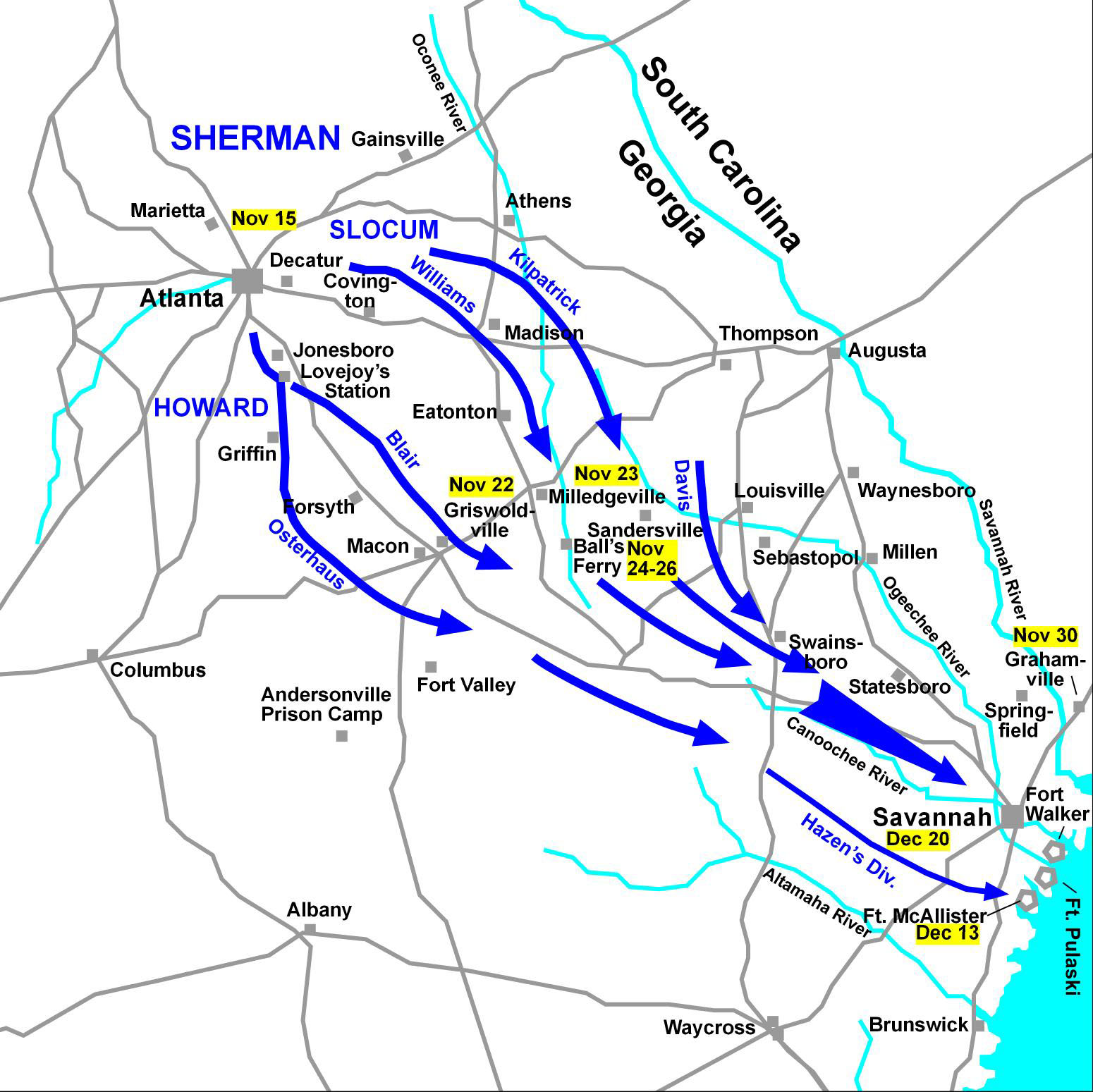
La marche à la mer de Sherman.

La campagne de Sherman sur Savannah est connue sous le nom de « Marche vers la mer ». Sherman et Grant estimaient que la guerre ne prendrait fin que si les capacités stratégiques, économiques et psychologiques de la Confédération étaient irrémédiablement anéanties. Sherman appliqua donc la politique de la terre brûlée, ordonnant à ses troupes de brûler les récoltes, d'abattre le bétail, de s'emparer du ravitaillement et de détruire les infrastructures civiles sur leur passage. Cette politique est un des points clés de la définition de la guerre totale.
L'armée de Sherman quitta Atlanta le 15 novembre 1864 et avança en deux colonnes parallèles séparées d'une centaine de kilomètres. La colonne de droite commandée par le major-général Oliver Otis Howard et la colonne de gauche par le major-général Warner Slocum. Entre les deux, les destructions furent systématiques, attisant des haines qui ont perduré pendant des générations. Bien que le corps de cavalerie de Joseph Wheeler's (Armée confédérée du Tennessee) et des troupes du Département de Caroline du Sud, de Géorgie et de Floride aient été présentes de manière dispersée, la résistance à l'avancée de Sherman fut surtout le fait de la milice et des Home guards de Géorgie. Le 17 décembre, à Savannah, l'avancée de Sherman se heurta aux 10 000 hommes du major-général William Joseph Hardee. Après un long pilonnage de l'artillerie de l'Union, Hardee abandonna la ville et Sherman y fit son entrée le 22 décembre 1864. Il télégraphia au président Lincoln : « Je vous prie d'accepter, comme cadeau de Noël, la ville de Savannah. ».

## Campagne des deux Caroline et fin de la guerre (février-avril 1865)

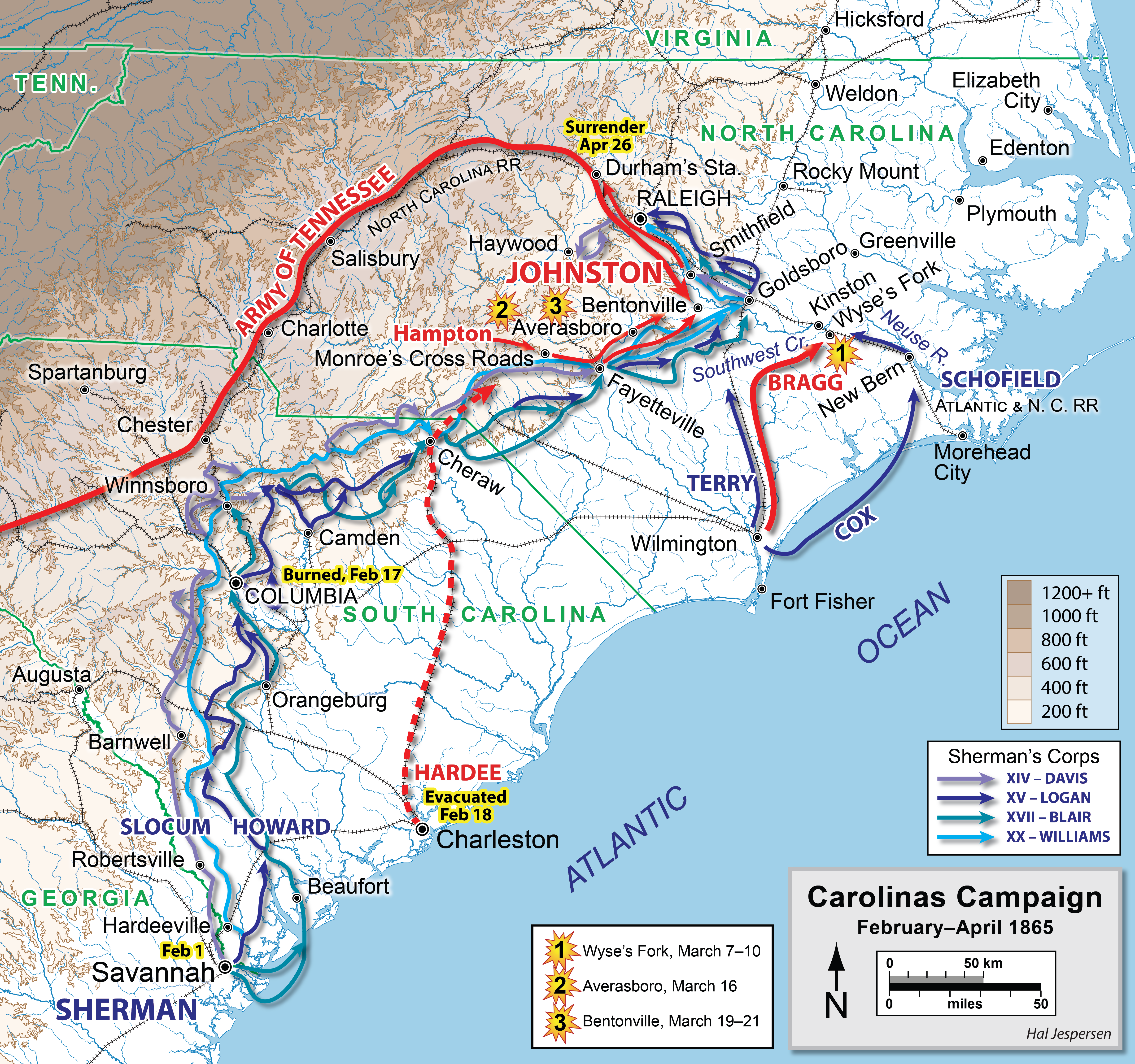
Campagne des deux Caroline.

Après la prise de Savannah, Sherman reçut de Grant l'ordre d'embarquer son armée pour rejoindre la Virginie et y renforcer les troupes de l'Union embourbées devant Petersburg. Sherman proposa une autre stratégie. Il persuada Grant de le laisser marcher vers le nord et de traverser les deux Caroline en détruisant sur son chemin tout ce qui pouvait avoir un intérêt militaire, comme il l'avait fait pendant sa marche à la mer à travers la Géorgie. Il souhaitait, en particulier, insister sur la Caroline du Sud, qui avait été le premier État à avoir fait sécession, pensant à l'impact psychologique que cela pourrait avoir sur les Sudistes.
Sherman préféra laisser de côté les concentrations de troupes confédérées qui lui paraissaient mineures (Augusta (Géorgie) et Charleston (Caroline du Sud)) pour atteindre Goldsboro (Caroline du Nord), le 15 mars 1865. Il s'y adjoindrait les forces de John McAllister Schofield et d'Alfred Terry. Comme pendant la marche à la mer, il fit avancer ses troupes dans des directions apparemment contradictoires, semant le doute chez les Confédérées quant à son objectif réel, qui s'avéra être Columbia, la capitale de la Caroline du Sud. Il y affronta à nouveau  Joseph E. Johnston, à la tête d'une Armée du Tennessee réduite en effectifs et passablement délabrée. Le 17 février, Columbia se rendit à Sherman, des incendies éclatèrent en ville, et le centre fut totalement détruit. La destruction de Columbia reste toujours un sujet controversé, certains soutenant que les incendies étaient accidentels, d'autres qu'ils furent allumés délibérément et par vengeance. Le même jour, les forces confédérées évacuaient Charleston. Le 18 février, les hommes de Sherman détruisirent systématiquement tout ce qui pouvait avoir un intérêt militaire à Columbia. Wilmington (Caroline du Nord), le dernier port de mer confédéré d'une certaine importance se rendit le 22 février.
Quand Jefferson Davis, le président confédéré et son général-en-chef, Robert E. Lee sentirent que Beauregard n'arrivait plus à contenir l'avancée de l'Union, il confièrent à Johnston le commandement des forces rebelles dans les Caroline, y compris ce qui restait de l'Armée du Tennessee. Regroupant ce qui lui restait d'hommes au sein d'une force qu'il baptisa Armée du Sud, Johnston trouva l'adversaire à la bataille de Bentonville (19–21 mars), au cours de laquelle il tenta sans succès de défaire une des ailes de l'armée de Sherman (celle commandée par Henry W. Slocum) avant que celle-ci ne puisse arriver à Goldsboro ou ne rejoigne l'autre aile, commandée par Oliver O. Howard. Pendant que l'attaque confédérée enfonçait les premières lignes de l'Union, Slocum parvint à rassembler suffisamment d'hommes pour contenir Johnston jusqu'à l'arrivée de Howard. Johnston s'attarda sur le champ de bataille pendant deux jours, espérant en une victoire du type de celle que les Confédérés avait remporté à la bataille de Kennesaw Mountain. Enfin, il fit retraite vers Raleigh, poursuivi par les hommes de Sherman.
Le 11 avril, Johnston fut informé que Robert E. Lee s'était rendu à Appomattox Court House. Il envoya un message à Sherman, lui demandant quels pourraient être les termes d'une reddition. Le 18 avril, trois jours après l'assassinat d'Abraham Lincoln, Johnston signa un armistice avec Sherman à Bennett Place, une ferme située sur la commune de Durham Station. Sherman dut subir des reproches de la part des politiques concernant les termes accordés à Johnston pour sa reddition, ceux-ci comportant des clauses politiques concédées sans autorisation de Grant ou du Gouvernement des États-Unis. La confusion autour des termes de l'armistice perdura jusqu'au 26 avril, date à laquelle Johnston accepta une version purement militaire, identique à celle que Lee avait acceptée à Appomattox. Il signa alors la reddition de son armée, ainsi que celle des forces confédérées opérant dans les deux Caroline, la Géorgie et la Floride.
D'autres combats eurent lieu durant cette période : le major-général James H. Wilson, commandant le corps de cavalerie de la Division militaire du Mississippi, lança un raid vers la fin mars, visant le centre de l'Alabama avec ordre de détruire ce qui restait de l'industrie confédérée dans la région, particulièrement à Elyton et Selma (Alabama). La seule force à résister à Wilson était la cavalerie de Nathan Bedford Forrest. Elyton tomba entre les mains de l'Union le 29 mars, avant que Forrest n'ait eu le temps de rassembler ses forces. Selma fut prise le 2 avril, à la suite d'un combat qui fut le dernier livré par Forrest et se termina par sa défaite. Après avoir détruit les usines de Selma et ses chemins de fer, Wilson poursuivit vers la Géorgie. Il prit le pont sur la Chattahoochee River à Columbus (Géorgie), se porta ensuite sur Macon, où il reçut de Sherman le 21 avril, l'ordre de « suspendre tout acte de guerre et de destruction, jusqu'à ce que vous ayez confirmation que les hostilités ont repris. ».
À la mi-mars, les troupes du major-général Edward R. S. Canby, commandant la Division militaire du West Mississippi, touchèrent terre à l'entrée de la baie de Mobile, et s'avancèrent sur la rive orientale vers Spanish Fort, que les forces de l'Union assiégèrent le 27 mars. Le 1er avril, les forces fédérales commandées par Frederick Steele arrivèrent par voie de terre en provenance de Pensacola (Floride) et assiégèrent Fort Blakely. Le 8 avril, les Nordistes ouvrirent le feu sur Spanish Fort avec 90 pièces d'artillerie, puis lancèrent un assaut d'infanterie qui emporta les défenses confédérées. Le lendemain, Canby se porta sur Fort Blakely et s'empara également de cette place forte. Ces combats obligèrent le major-général Dabney H. Maury, qui commandait la garnison de Mobile, à évacuer la ville.
Quand il eut connaissance de la capitulation de Lee, le lieutenant-général Richard Taylor, commandant le Département confédéré de l'Alabama, du Mississippi, et de la Louisiane orientale, se rendit à Canby le 4 mai, tandis que Forrest capitula formellement le 9 mai. La cavalerie de Wilson prit officiellement le contrôle de Tallahassee (Floride) le 20 mai. C'était la dernière capitale confédérée à l'est du Mississippi à se rendre. Enfin, le 10 mai 1865, à proximité d'Irwinville (Géorgie) un détachement de la cavalerie de Wilson captura le président confédéré Jefferson Davis.

## Principaux combats terrestres du Théâtre occidental
Les combats les plus coûteux en hommes (tués, blessés, prisonniers et disparus) du Théâtre occidental de la guerre de Sécession:
| Bataille                      | État        | Date                        |        |        | Union                 | Confédération          |        |        | Total  |
| Bataille                      | État        | Date                        | Forces | Forces | Commandant            | Commandant             | Pertes | Pertes | Pertes |
| ----------------------------- | ----------- | --------------------------- | ------ | ------ | --------------------- | ---------------------- | ------ | ------ | ------ |
| Bataille de Chickamauga       | Géorgie     | 19-20 septembre 1863        | 60 000 | 65 000 | William S. Rosecrans  | Braxton Bragg          | 16 170 | 18 454 | 34 624 |
| Bataille de Stones River      | Tennessee   | 31 déc. 1862-2 janvier 1863 | 41 400 | 35 000 | William S. Rosecrans  | Braxton Bragg          | 12 906 | 11 739 | 24 645 |
| Bataille de Shiloh            | Tennessee   | 6-7 avril 1862              | 66 812 | 44 699 | Ulysses S. Grant      | Albert Sidney Johnston | 13 047 | 10 699 | 23 746 |
| Siège de Port Hudson          | Louisiane   | 22 mai-9 juillet 1863       | 35 000 | 7 500  | Nathaniel P. Banks    | Franklin Gardner       | 10 000 | 7 500  | 17 500 |
| Bataille de Missionary Ridge  | Tennessee   | 25 novembre 1863            | 56 359 | 44 010 | Ulysses S. Grant      | Braxton Bragg          | 5 824  | 6 667  | 12 491 |
| Bataille d'Atlanta            | Géorgie     | 22 juillet 1864             | 34 863 | 40 438 | William T. Sherman    | John Bell Hood         | 3 641  | 8 499  | 12 140 |
| Bataille de Nashville         | Tennessee   | 15-16 décembre 1864         | 55 000 | 30 000 | George H. Thomas      | John Bell Hood         | 3 061  | 6 000  | 9 061  |
| Bataille de Franklin          | Tennessee   | 30 novembre 1864            | 27 000 | 27 000 | John M. Schofield     | John Bell Hood         | 2 326  | 6 252  | 8 578  |
| Bataille de Perryville        | Kentucky    | 8 octobre 1862              | 22 000 | 16 000 | Don Carlos Buell      | Braxton Bragg          | 4 276  | 3 401  | 7 677  |
| 2e Bataille de Corinth        | Mississippi | 3-4 octobre 1862            | 23 000 | 22 000 | William S. Rosecrans  | Earl Van Dorn          | 2 520  | 4 233  | 6 753  |
| Bataille de Peachtree Creek   | Géorgie     | 20 juillet 1864             | 21 655 | 20 250 | George H. Thomas      | John Bell Hood         | 1 710  | 4 796  | 6 506  |
| Bataille de Champion Hill     | Mississippi | 16 mai 1863                 | 32 000 | 22 000 | Ulysses S. Grant      | John C. Pemberton      | 2 457  | 3 840  | 6 297  |
| Bataille de Richmond Kentucky | Kentucky    | 29-30 août 1862             | 6 500  | 6 850  | William "Bull" Nelson | Edmund K. Smith        | 5 353  | 451    | 5 804  |